# Henri de Toulouse-Lautrec
Henri Marie Raymond de Toulouse-Lautrec Monfa (Albi, 24 de novembro de 1864 – Saint-André-du-Bois, 9 de setembro de 1901) foi um pintor pós-impressionista e litógrafo francês, conhecido por pintar a vida boêmia de Paris do final do século XIX. Sendo ele mesmo um boêmio, faleceu precocemente aos 36 anos de sífilis e alcoolismo. Trabalhou por menos de vinte anos mas deixou um legado artístico importantíssimo, tanto no que se refere à qualidade e quantidade de suas obras, como também no que se refere à popularização e comercialização da arte. Toulouse-Lautrec revolucionou o design gráfico dos cartazes publicitários, ajudando a definir o estilo que seria posteriormente conhecido como Art Nouveau. Filho mais velho do Conde Toulouse-Lautrec-Monfa, de quem deveria herdar o título, falecendo antes do pai.

## Biografia
Nascido na nobreza, herdeiro de uma linhagem aristocrática francesa, seu pai era o Conde Alphonse de Toulouse-Lautrec-Monfa, e sua mãe Adéle Tapié de Céleyran. Seus pais queriam que o filho seguisse com esmero o mesmo caminho nobre de toda a sua família, tanto materna quanto paterna.
Toulouse-Lautrec sofria de uma doença genética rara, a Pycnodysostosis, que ficou mais tarde conhecida como Doença de Toulouse-Lautrec. Trata-se de uma doença autossômica recessiva caracterizada por ossos frágeis e baixa estatura. Henri não ultrapassava a altura de 1,52 m, tornando-se um homem com corpo de adulto, mas com pernas curtas de menino. Os pais de Toulouse-Lautrec eram primos de primeiro grau. Os problemas de saúde de Toulouse-Lautrec foram resultado de gerações de endogamia. Com este propósito, os médicos franceses Pierre Maroteaux e Maurice Lamy, e mais tarde, o também médico geneticista da Universidade de Coimbra, Luís Meneses de Almeida, entre outros, vão estudar a doença que os primeiros apelidaram de "doença de Toulouse-Lautrec", precisamente a picnodisostose.
Aos dezesseis anos foi estudar pintura com Léon Bonnat, professor rígido que não o agradava. Logo depois foi estudar com Fernand Cormon, cujo estúdio ficava nas ladeiras suburbanas de Montmartre, em Paris. Foi lá que Lautrec descobriu a inspiração que lhe faltava. Mudou-se para aquele bairro, de má fama, e encontrou seu lugar entre trabalhadores e artistas de caráter duvidoso. Começava sua nova vida.

### Boémia
Frequentador assíduo do Moulin Rouge e outros cabarés, o pequeno nobre acaba se acomodando muito bem naquele ambiente tão estranho onde seus pais nunca aceitaram em ter o filho. O tema principal das pinturas de Toulouse-Lautrec era a vida boêmia parisiense, que ele representava através de um desenho que lembra a espontaneidade do desenho satírico de Honoré Daumier, e uma composição dinâmica que poderia ter sido influenciada pela fotografia e as gravuras japonesas, dois fatores de grande importância cultural no fim do século XIX.
Era atraído por Montmartre, uma área de Paris famosa pela boémia e por ser antro de artistas, escritores, filósofos. Escondido no coração de Montmartre estava o jardim de Pere Foret onde Toulouse-Lautrec pintou uma série de óleos sobre tela ao ar livre de Carmen Gaudin (a modelo ruiva que aparece no quadro "A Lavadeira" de 1888). Quando o cabaré Moulin Rouge abriu as portas ali perto, Toulouse-Lautrec foi contratado para fazer cartazes. Posteriormente, ele passou a ter assento cativo no cabaré, onde suas pinturas eram expostas. Nos muitos conhecidos trabalhos que ele fez para o Moulin Rouge e outras casas noturnas parisienses em 35 anos estão retratadas a cantora  Yvette Guilbert, a dançarina Louise Weber, mais conhecida como a louca e cativante La Goulue ("A Gulosa"), a qual criou o cancan francês, e também a mais discreta dançarina Jane Avril.

### Terremoto
A invenção do coquetel "Terremoto" (Tremblement de Terre) é atribuída à Toulouse-Lautrec. É uma mistura potente de 1/2 parte de absinto e 1/2 parte de conhaque, servido em copo de vinho sobre cubos de gelo ou batido com gelo em coqueteleira.

### Trabalho e Arte
Testemunha da vida noturna de Montmartre, Henri não apenas faz pinturas, como também cartazes promocionais dos cabarés e teatros, fazendo-se presente na revolução da publicidade do século XIX, quando a arte deixa de ser patrocinada e financiada apenas pela Igreja e os nobres, para ser comprada e utilizada pelo comércio crescente gerado pela revolução industrial. O cartaz litográfico colorido é uma nova ferramenta de divulgação de locais de lazer parisienses. Trilhando o caminho de Jules Chéret, assim como Alfons Mucha, Toulouse-Lautrec revolucionou o design gráfico dos cartazes, definindo o estilo que seria conhecido como Art Nouveau.
O dom artístico de Lautrec é bastante reconhecido, tanto pelos seus amigos da classe baixa quanto por críticos de arte. Participa do Salão dos Independentes em Paris, da exposição dos Vinte e das galerias de Boussod e Valadin.

### Estilo

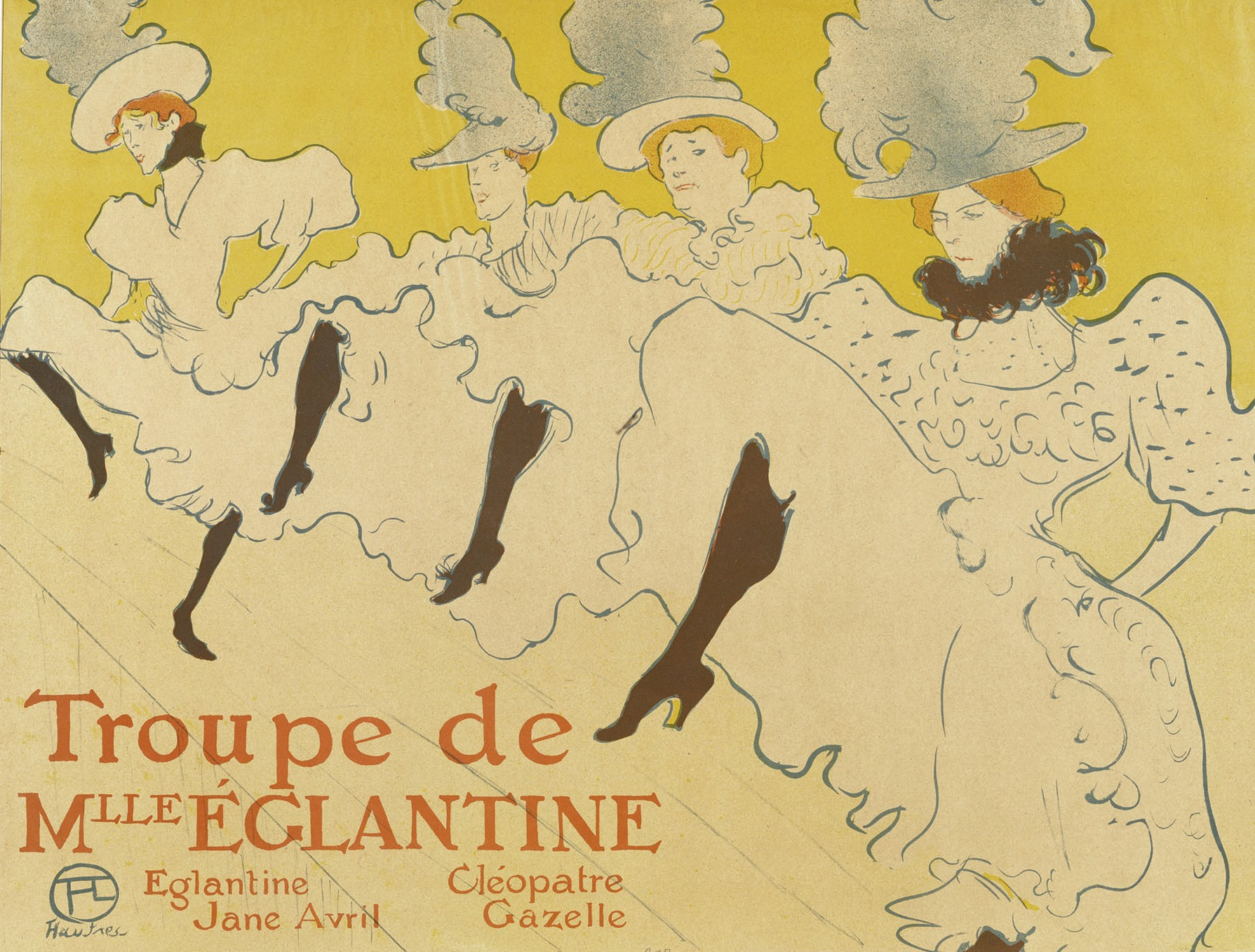
Troupe de Mlle Elegantine (cartaz de 1896)

Tinha habilidade em capturar as pessoas em seu ambiente de trabalho, com a cor e o movimento da pululante e opulenta vida noturna, porém sem o glamour. Usava muito vermelho, em geral de maneira contrastante, cabelos cor de laranja e a cor verde limão para traduzir a atmosfera elétrica da vida noturna. Era um mestre do contorno, podia retratar cenas de grupos de pessoas onde cada pessoa é individual (e na época podia ser identificada apenas pela silhueta). Frequentemente, ele aplicava a tinta em uma estreita e longilínea pincelada, deixando a base (papel, tela) ou o contorno aparecer. Sua pintura é gráfica por natureza, nunca encobria por completo o traço forte do desenho. O contorno simples era a "marca registrada" de Lautrec desde o início da carreira como designer de cartazes. Não pintava sombras. Suas pinturas sempre incluíam pessoas (um grupo ou um indivíduo) e não gostava de pintar paisagens. O papel usado para os cartazes frequentemente era amarelo.
Apesar da litografia cheia de cores de seu tempo poder acomodar dezenas de cores em um só cartaz, Lautrec geralmente escolhia apenas 4 ou 5, as vezes 6, raramente 6 cores. Ao invés de usar uma multiplicidade de cores, Henri preferiu criar seus efeitos com justaposições e modulações delicadas.

### Últimos anos

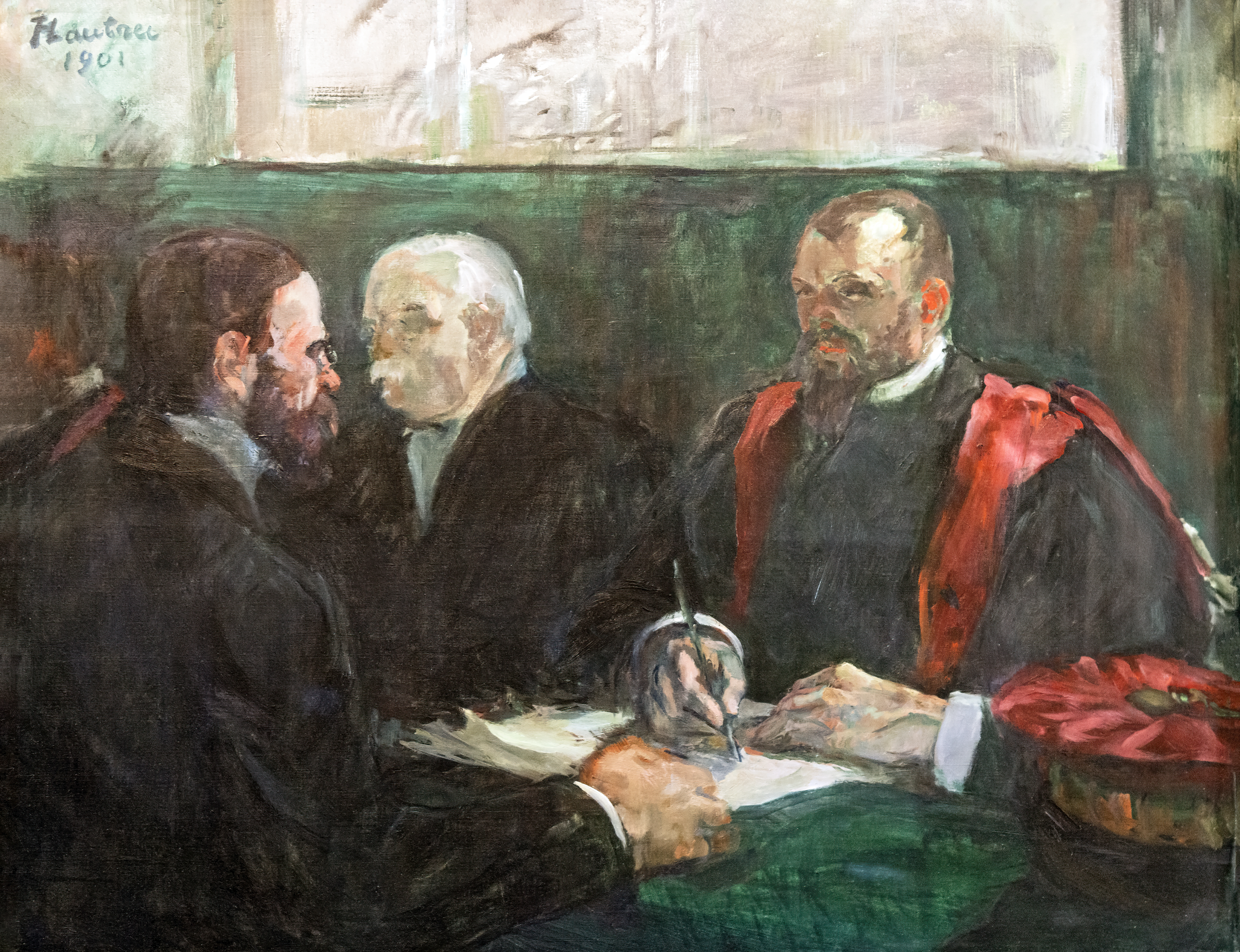
Exame na Faculdade de Medicina 1901

Em 1899, a vida desregrada e o excesso de álcool finalmente cobram seu preço do artista. Lautrec sofre de crises e é internado numa clínica psiquiátrica. Ao sair é constantemente vigiado para que não beba e não volte a frequentar os bordéis, vigilância que ele consegue burlar. Sua saúde vai-se deteriorando cada vez mais, até que, em 1901, não é mais capaz de viver sozinho. Henri despede-se de Paris com a certeza de que está com os dias contados. Sofre ataques de paralisia e quase não consegue mais pintar.
Em 9 de Setembro de 1901, Henri de Toulouse-Lautrec morre, em consequência de um derrame, nos braços de sua mãe, no Castelo de Malromé, perto de Bordéus, às duas horas e quinze minutos da manhã.
Encontra-se sepultado no Cemitério de Verdelais, na França.

## Legado
Estima-se que Lautrec tenha pintado mais de 1 000 quadros a óleo (737 estão catalogados), feito mais de 5 000 desenhos (275 aquarelas, 5 084 desenhos catalogados) e por volta de 363 gravuras e cartazes. Seu trabalho pode ser dividido em períodos: pinturas e desenhos até 1888, entre 1888 e 1892, entre 1893 e 1896, entre 1897 e 1901 cartazes.

## Pinturas

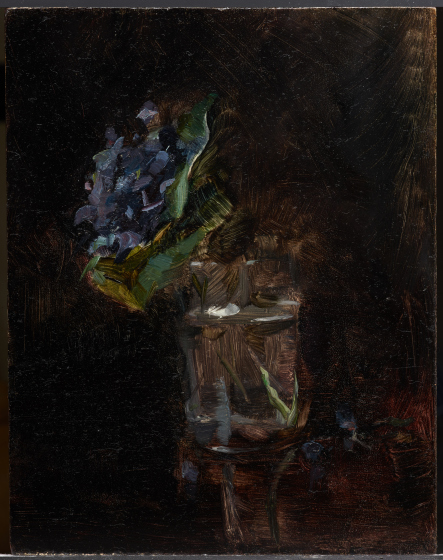
Buquê de violetas em um vaso, 1882, óleo sobre painel, Museu de Arte de Dallas
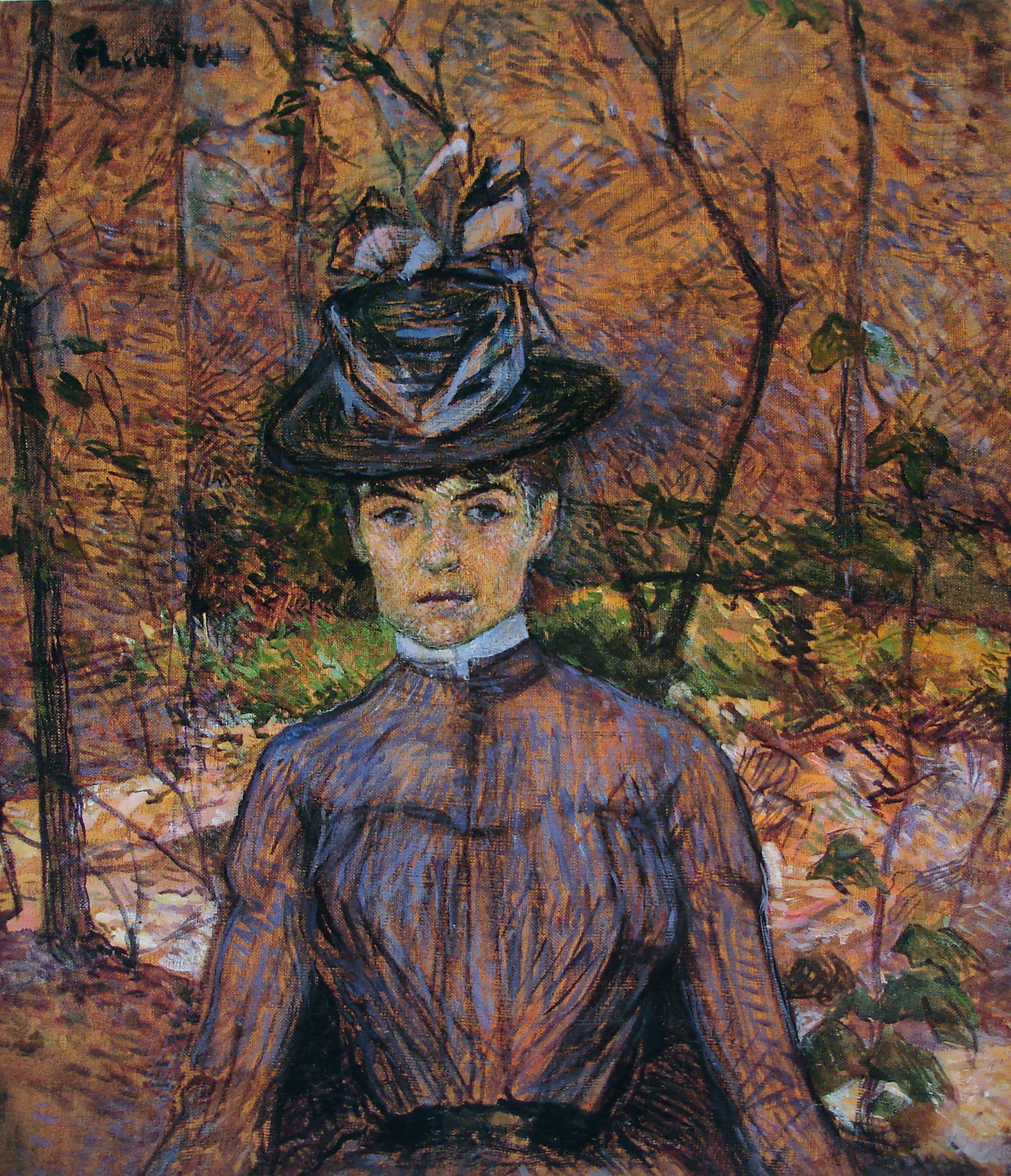
Retrato de Suzanne Valadon, 1885, óleo sobre tela, Museu, Buenos Aires, Museum, Buenos Aires
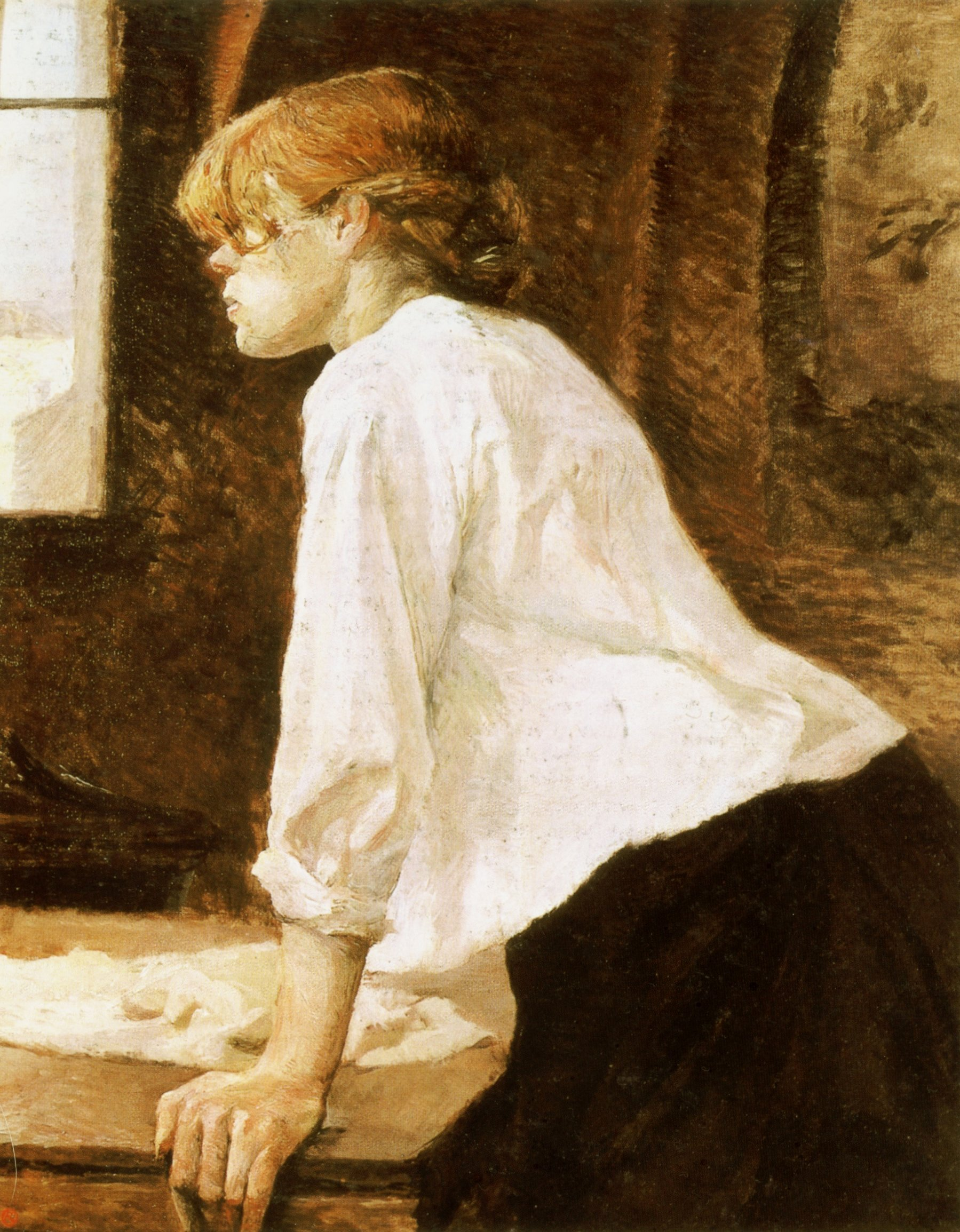
A lavadeira, 1884–1888, óleo sobre tela, coleção particular
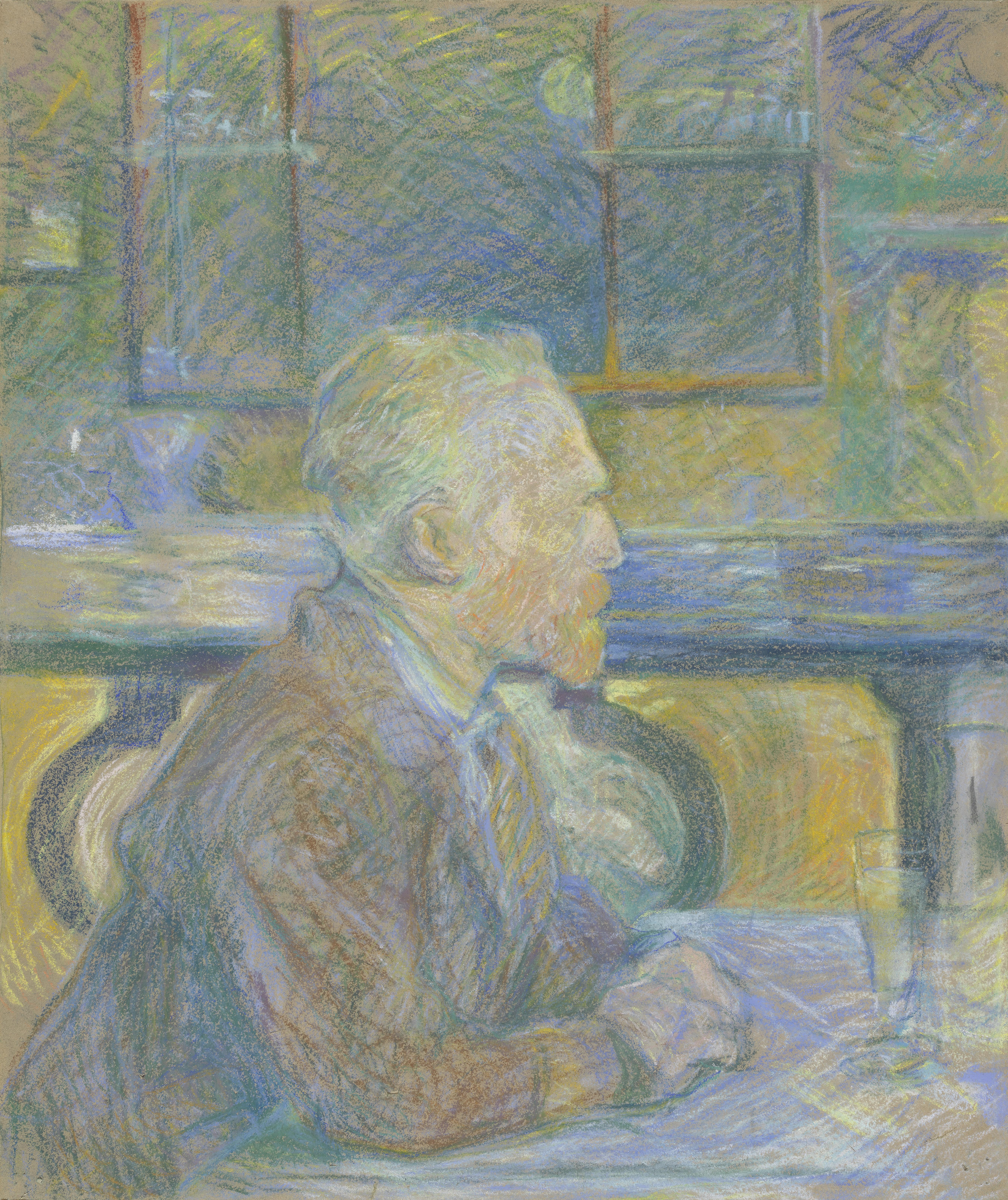
Retrato de Vincent van Gogh , 1887, pastel sobre papelão, Museu Van Gogh, Amsterdã
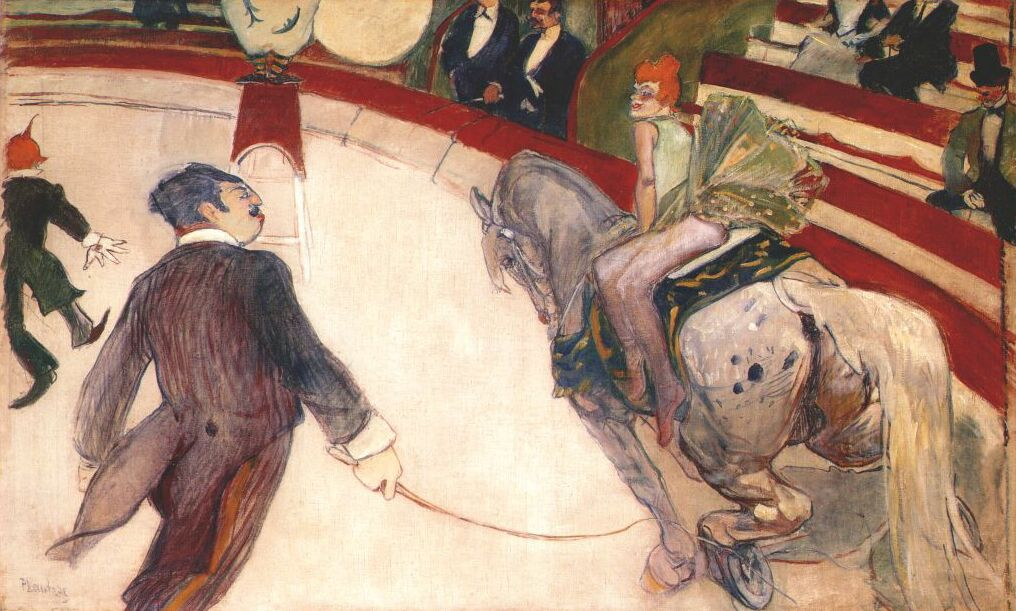
Equestrienne (At the Circus Fernando), 1888, óleo sobre tela, Art Institute of Chicago
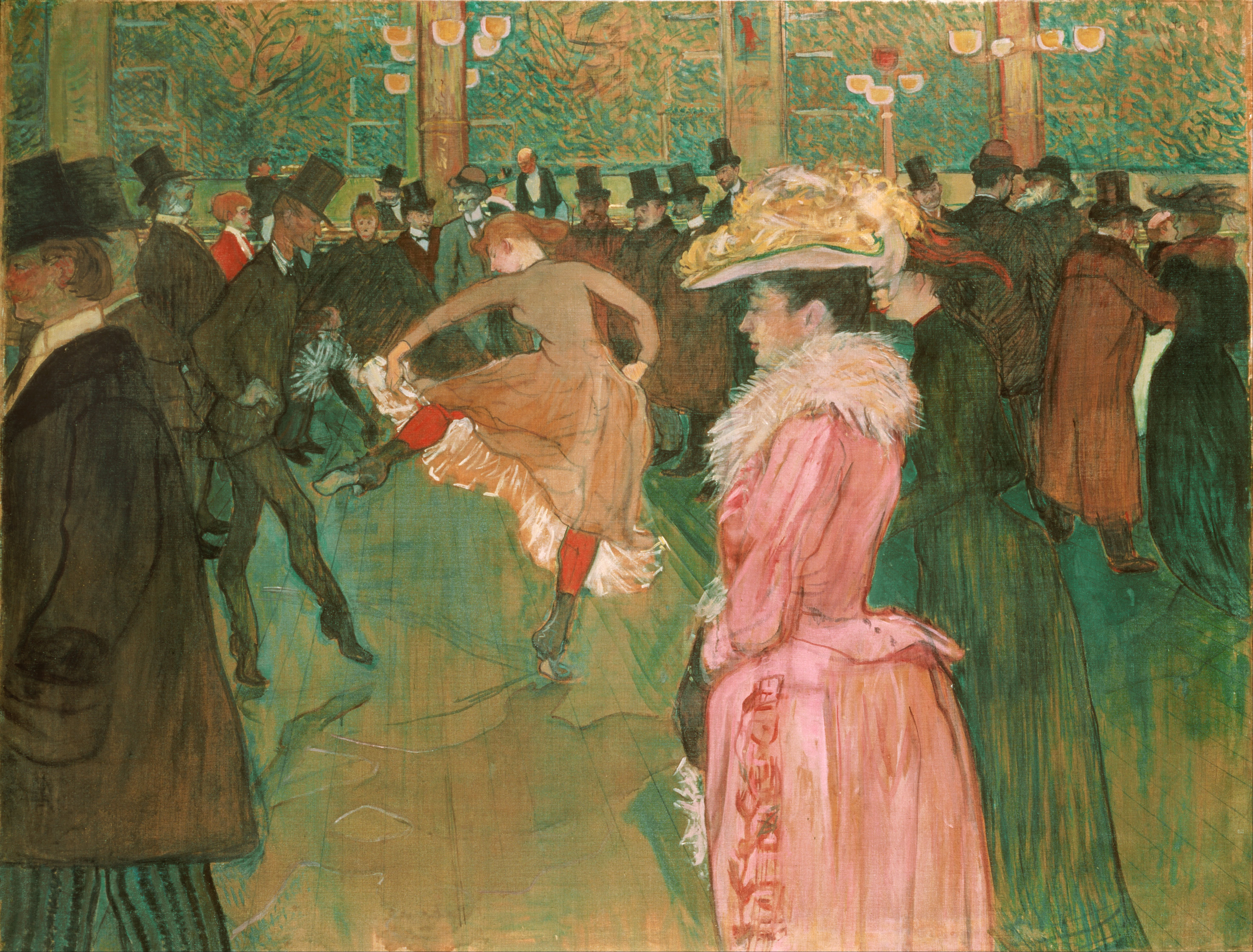
No Moulin Rouge 1890, óleo sobre tela, Philadelphia Museum of Art
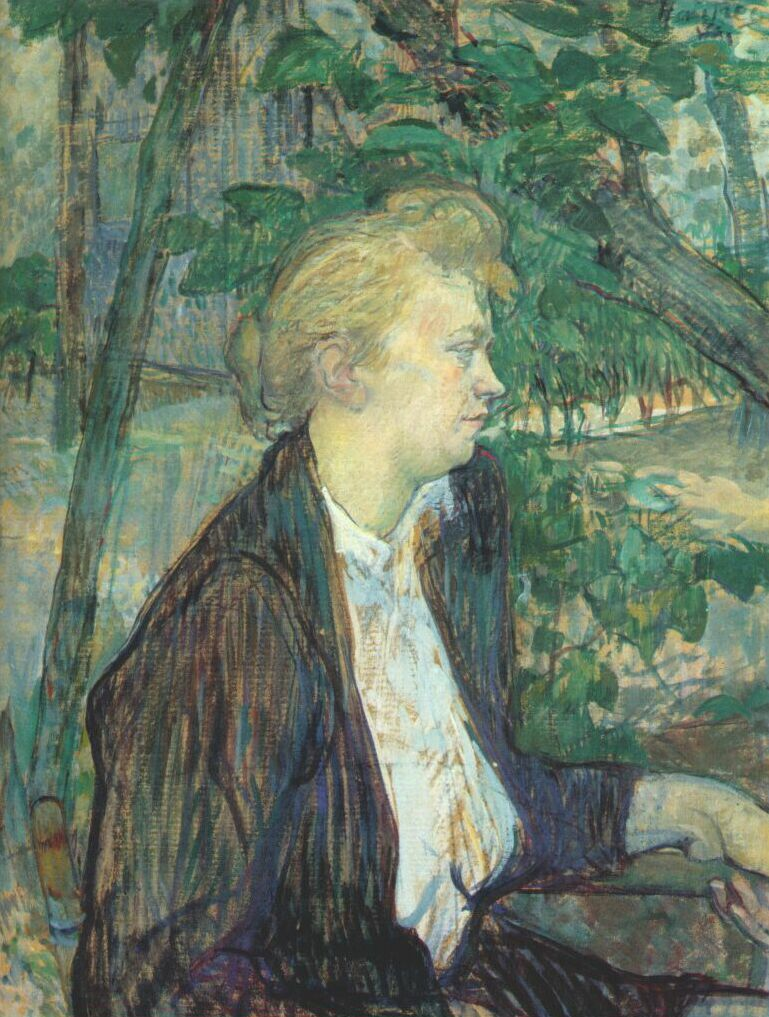
Retrato de Gabrielle, 1891, óleo sobre papelão, Museu Toulouse-Lautrec
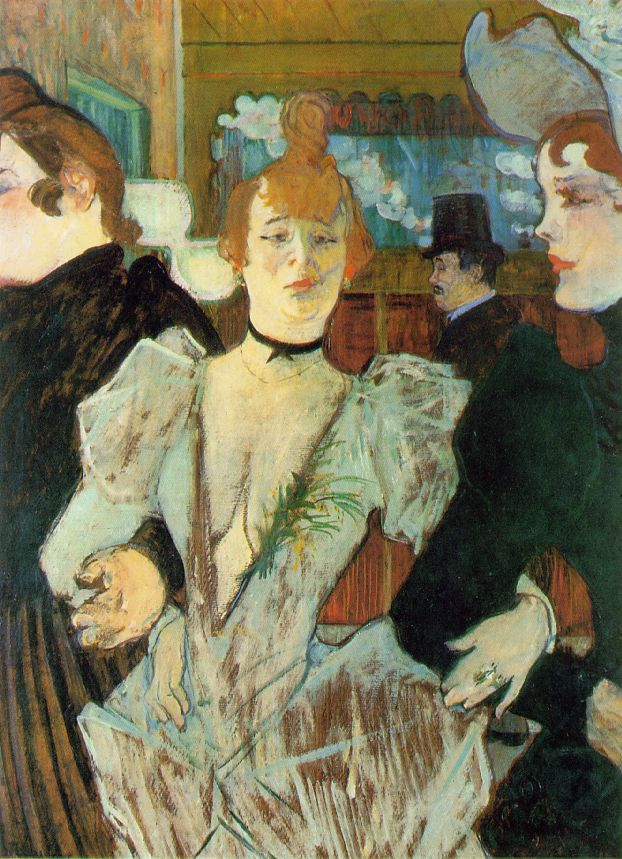
La Goulue chegando ao Moulin Rouge,  1892, óleo sobre papelão,  Museum of Modern Art
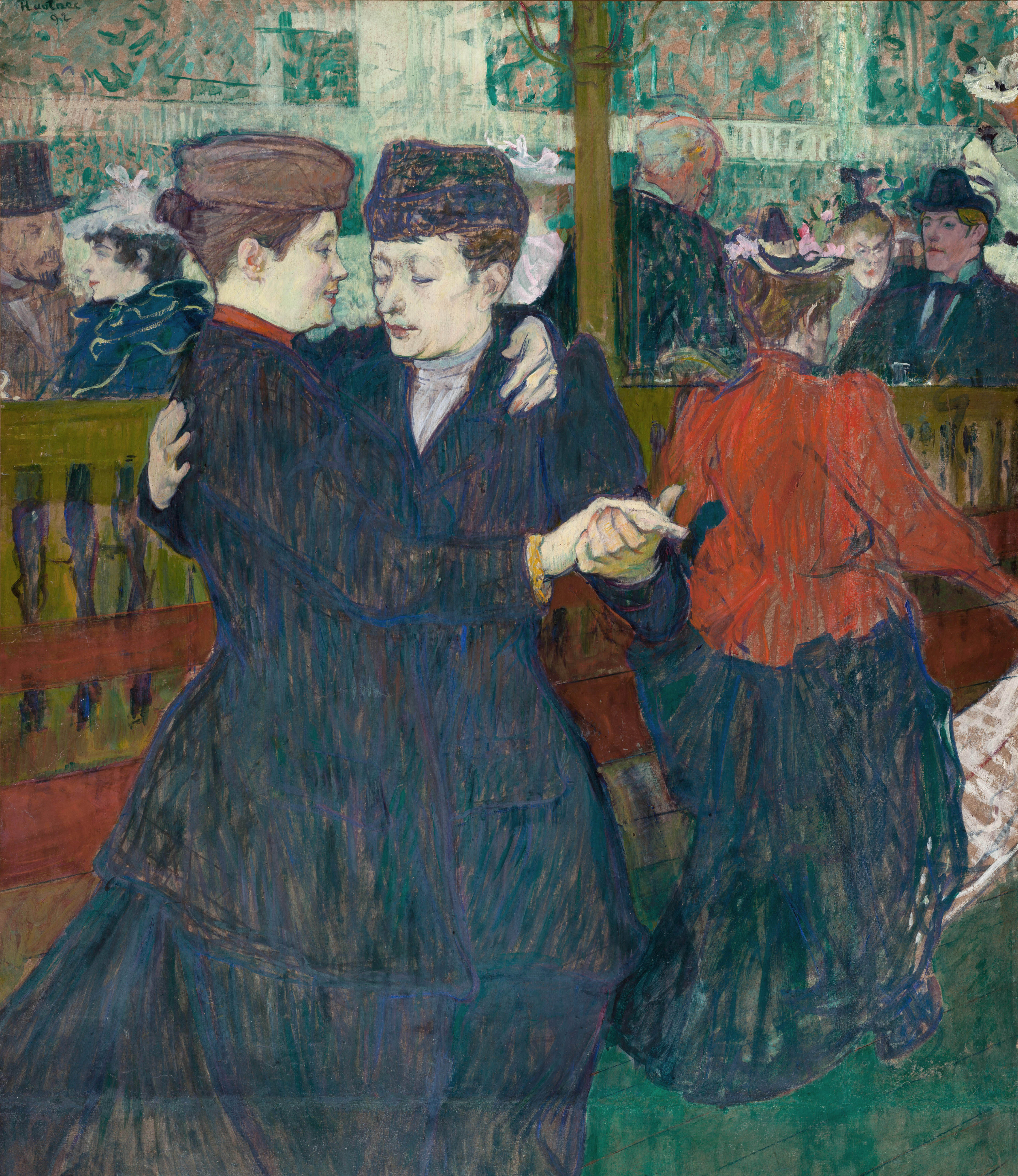
No Moulin Rouge (Two Women Waltzing), 1892, óleo sobre papelão, Galeria Nacional de Praga
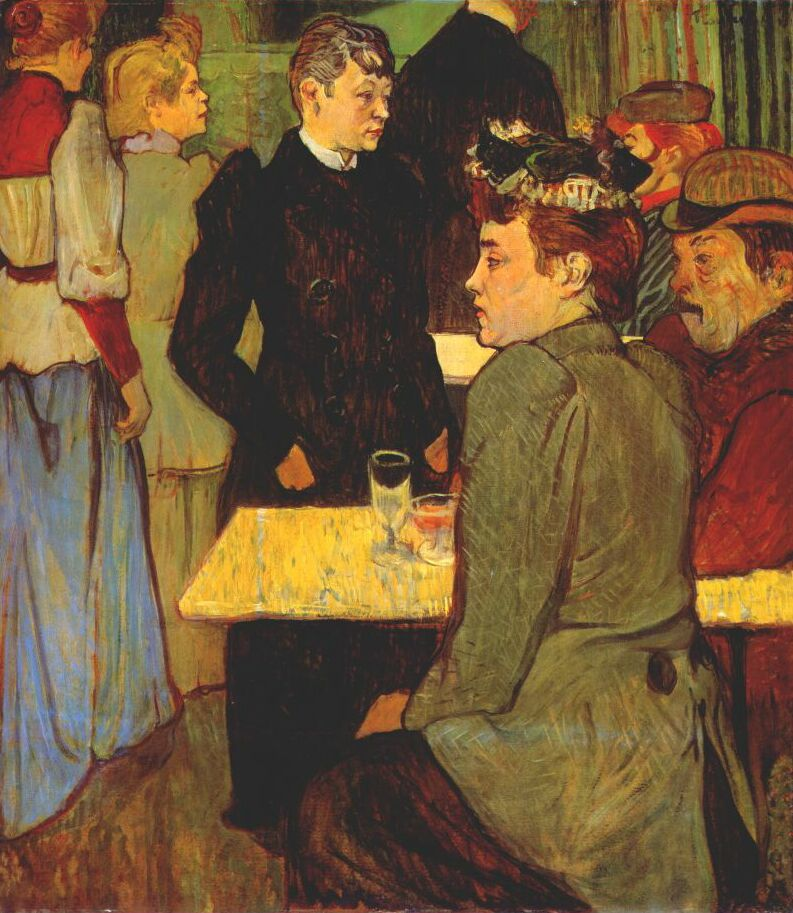
Un coin du Moulin de la Galette, National Gallery of Art, Washington D.C.
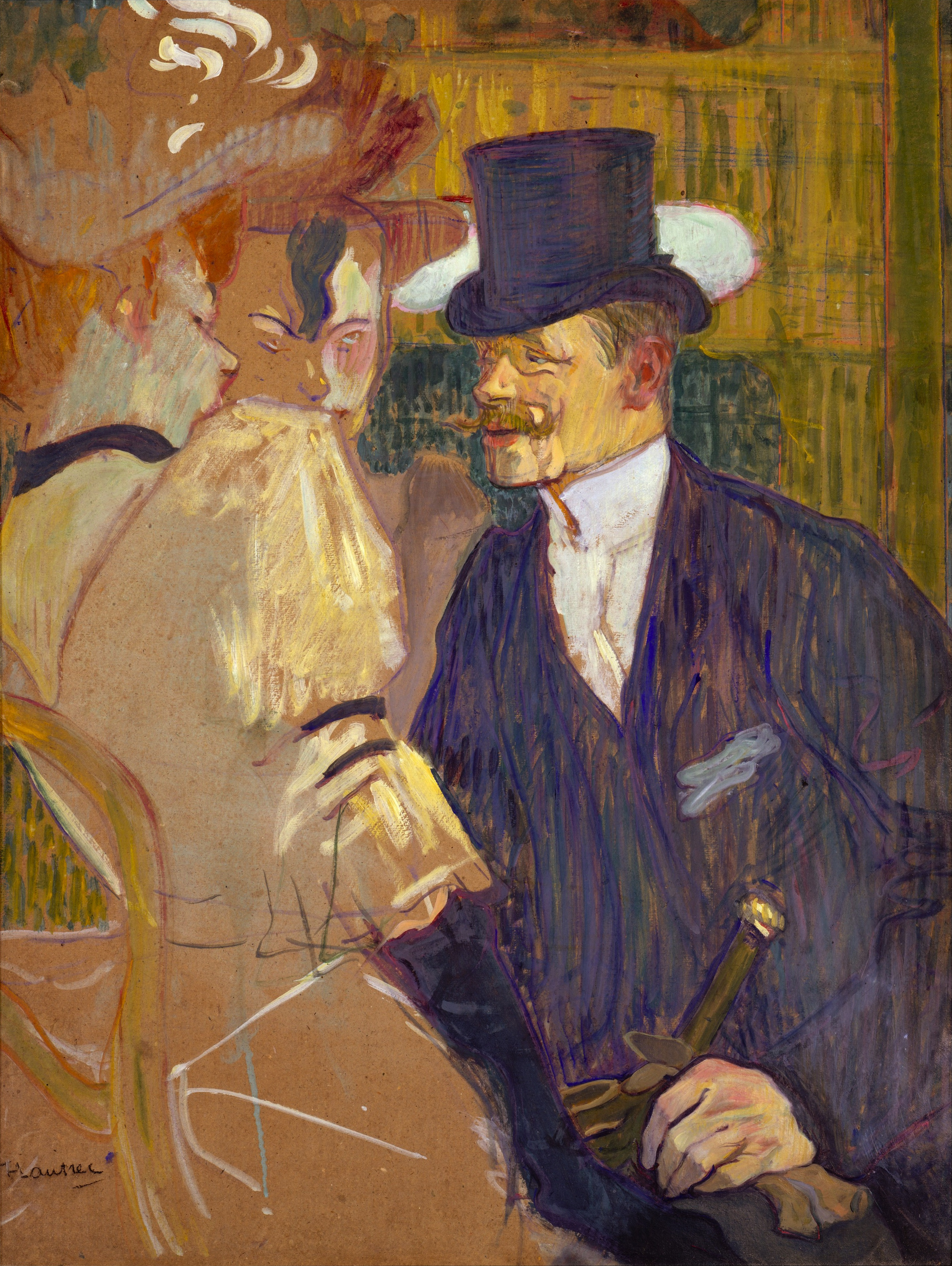
O inglês no Moulin Rouge, 1892, óleo sobre papelão, Metropolitan Museum of Art
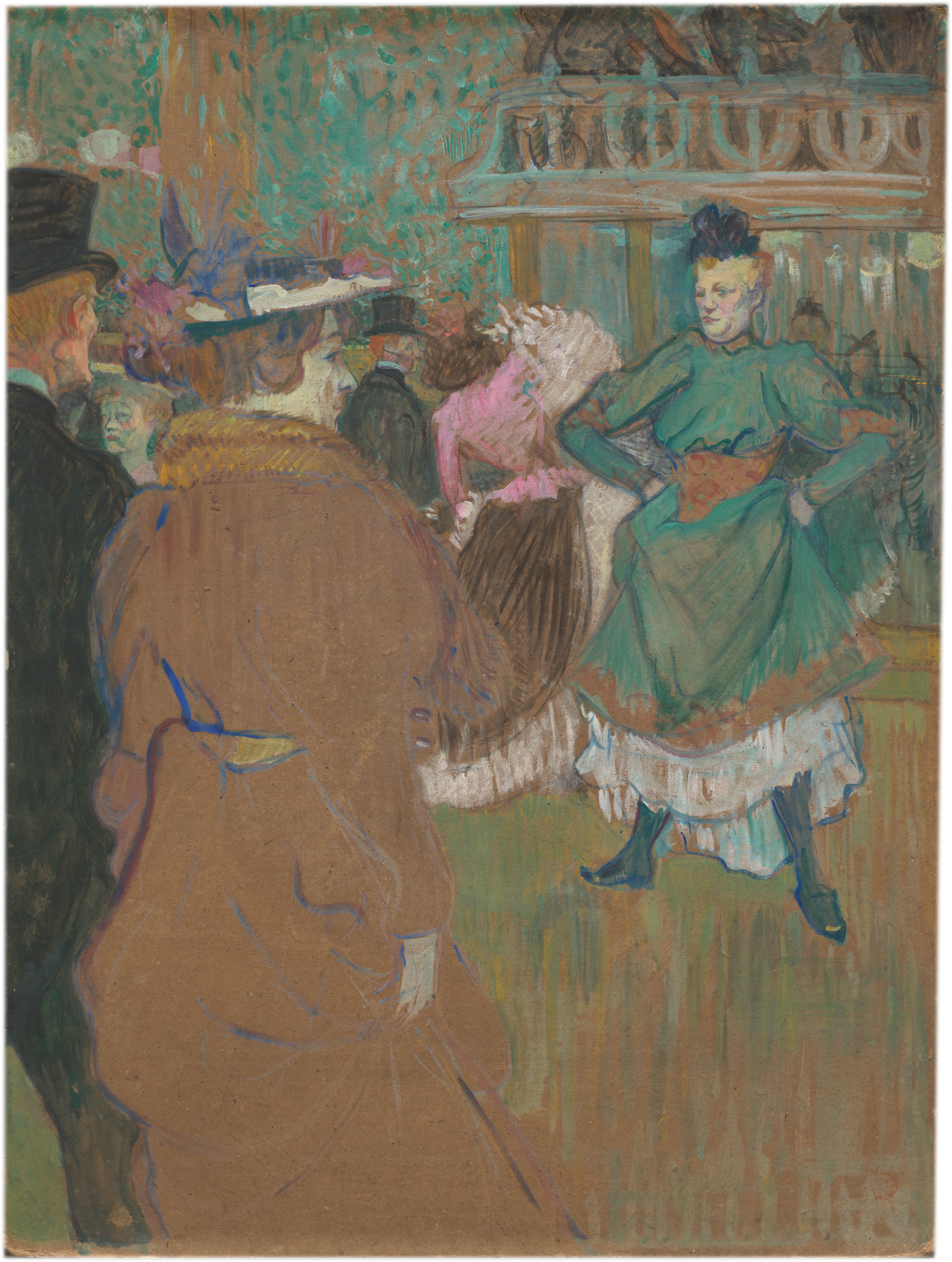
Quadrille no Moulin Rouge, 1892, óleo e guache sobre papelão, National Gallery of Art
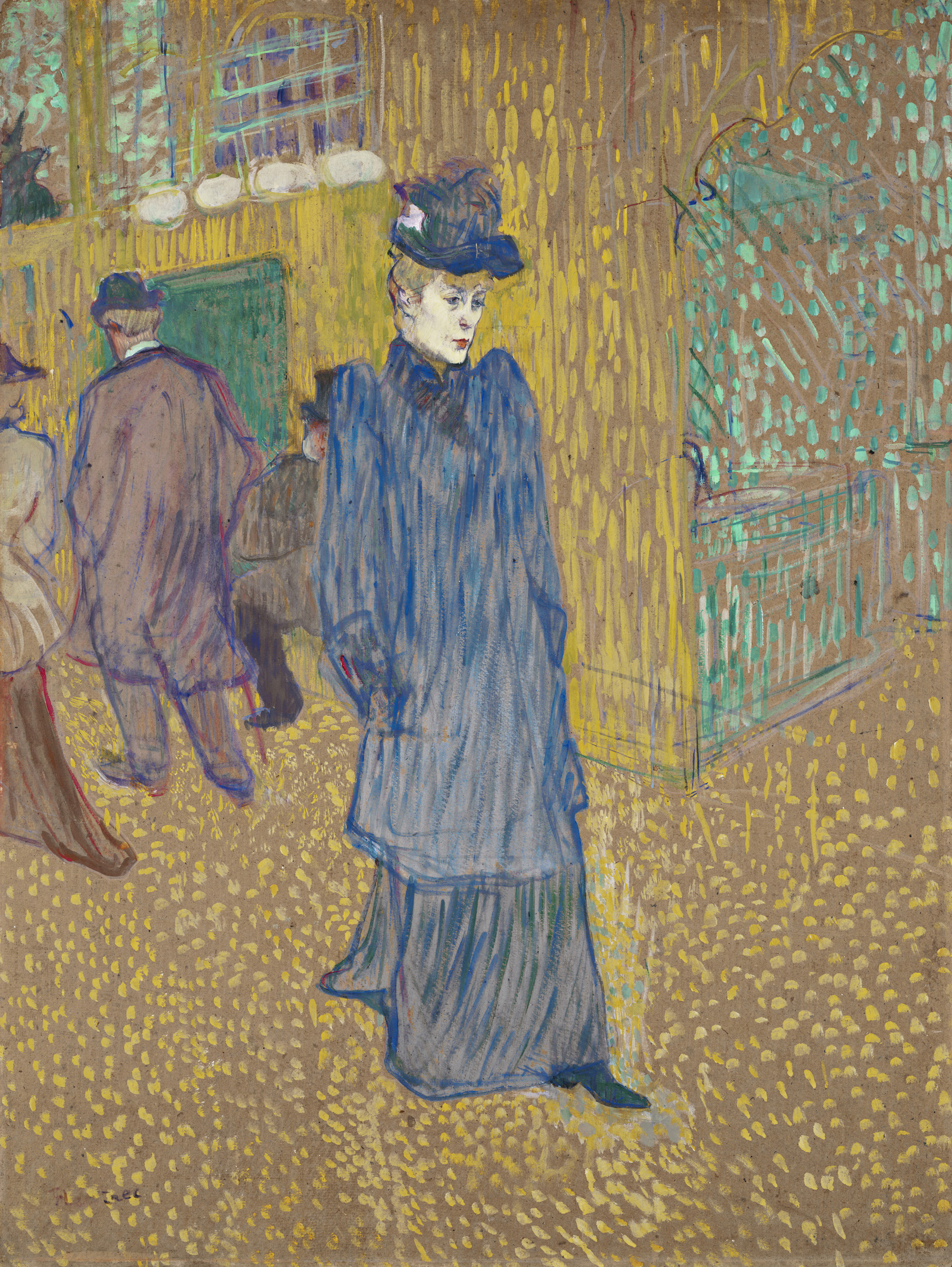
Jane Avril saindo do Moulin Rouge , c.1892, óleo e guache sobre papelão, Wadsworth Atheneum Museum of Art
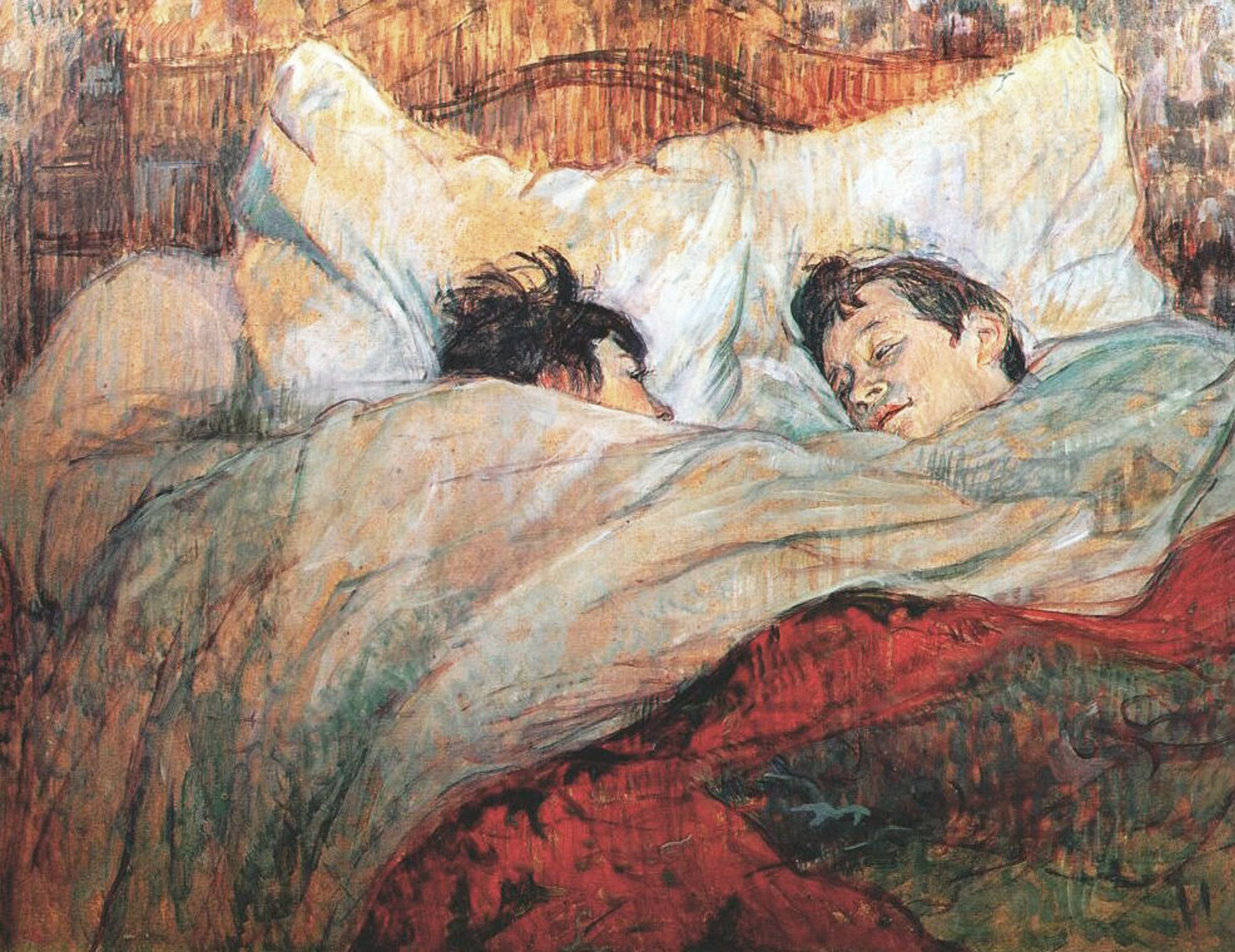
Na cama, 1893, óleo sobre papelão, Musée d'Orsay
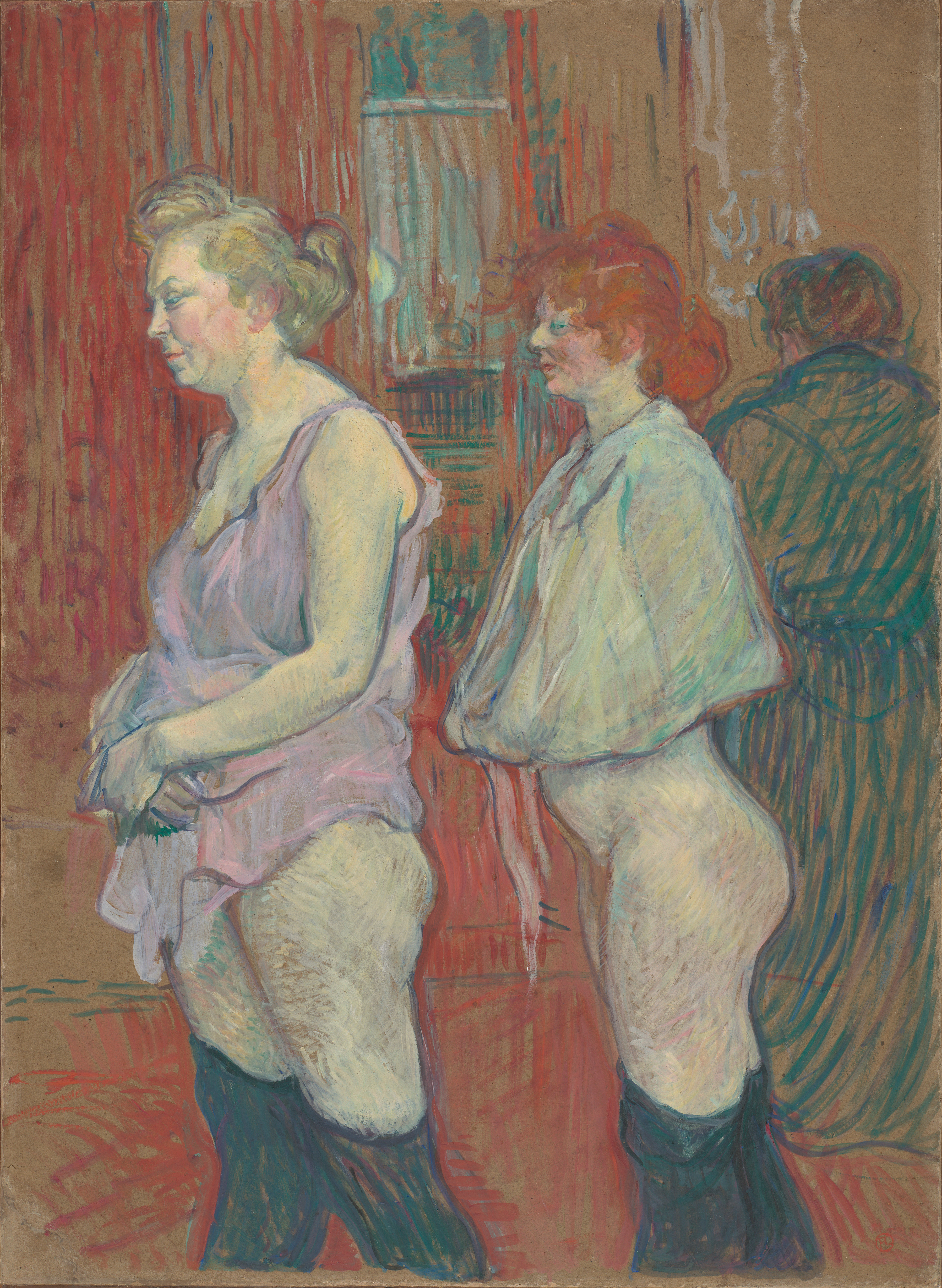
A Inspeção Médica no Bordel Rue des Moulins, 1894, óleo sobre papelão sobre madeira, National Gallery of Art
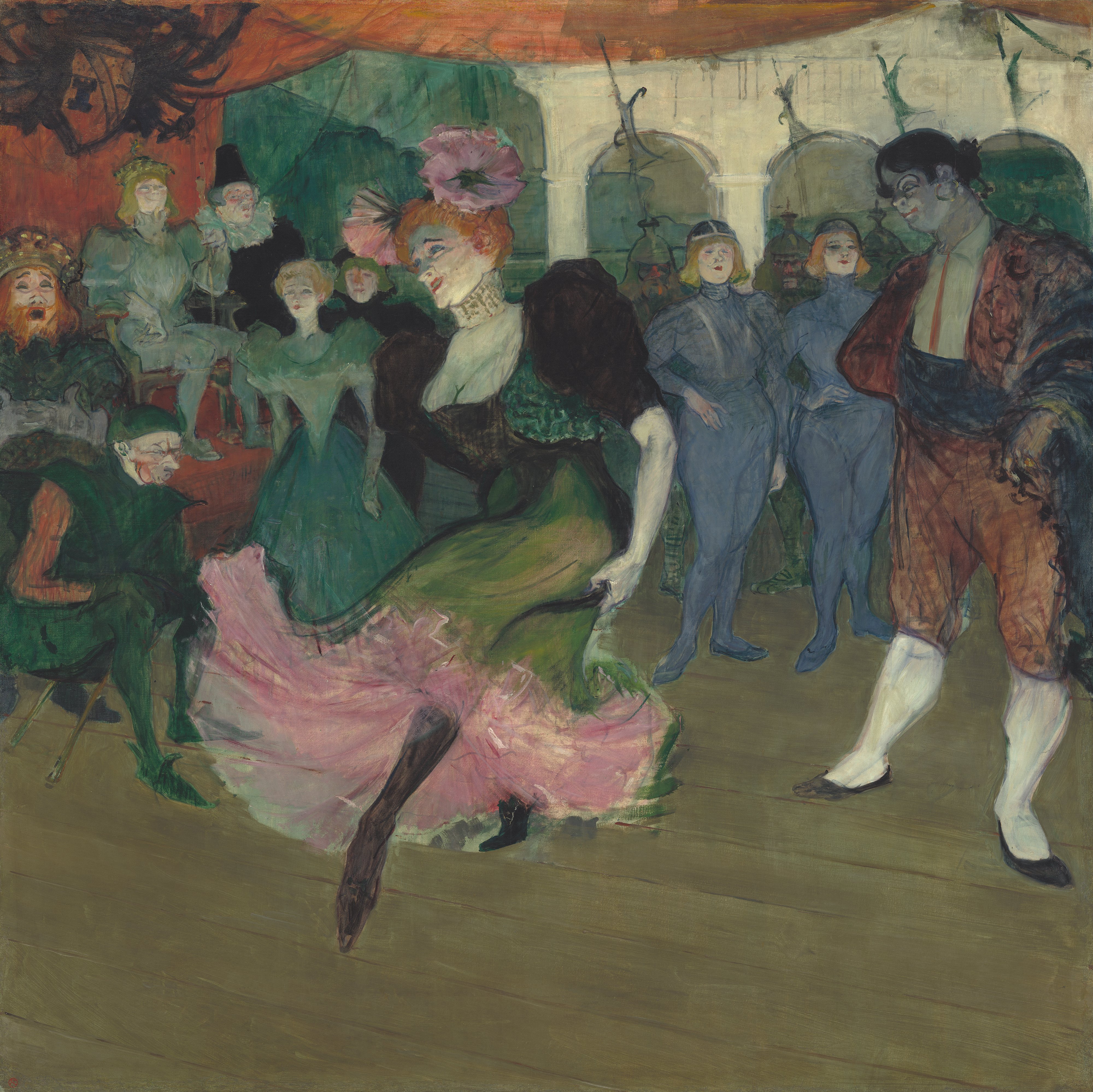
Marcelle Lender Dancing the Bolero in "Chilpéric", 1895–96, óleo sobre tela, National Gallery of Art
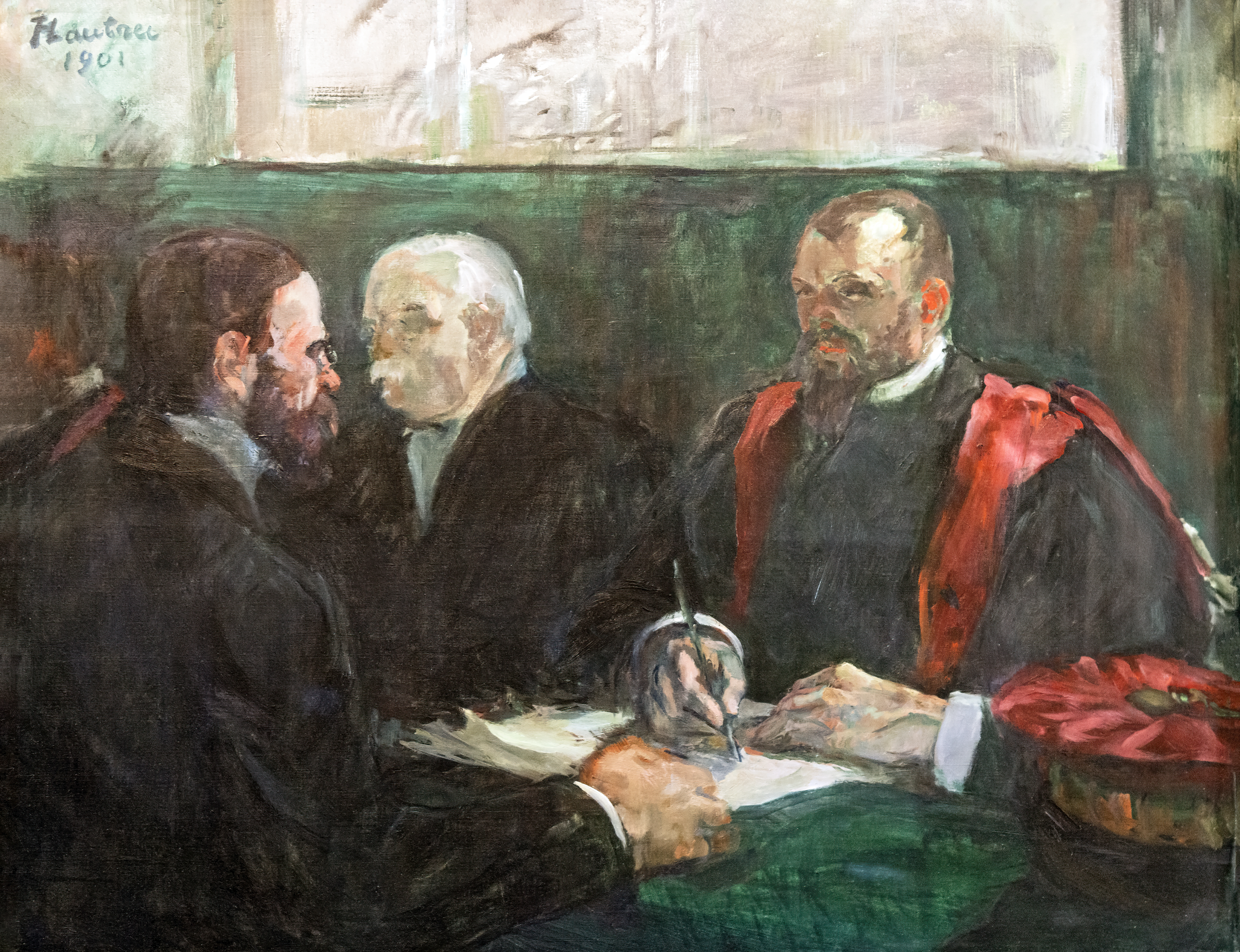
Exame na faculdade de medicina, maio-julho de 1901, óleo sobre tela — sua última pintura, Museum Toulouse-Lautrec

### Posters

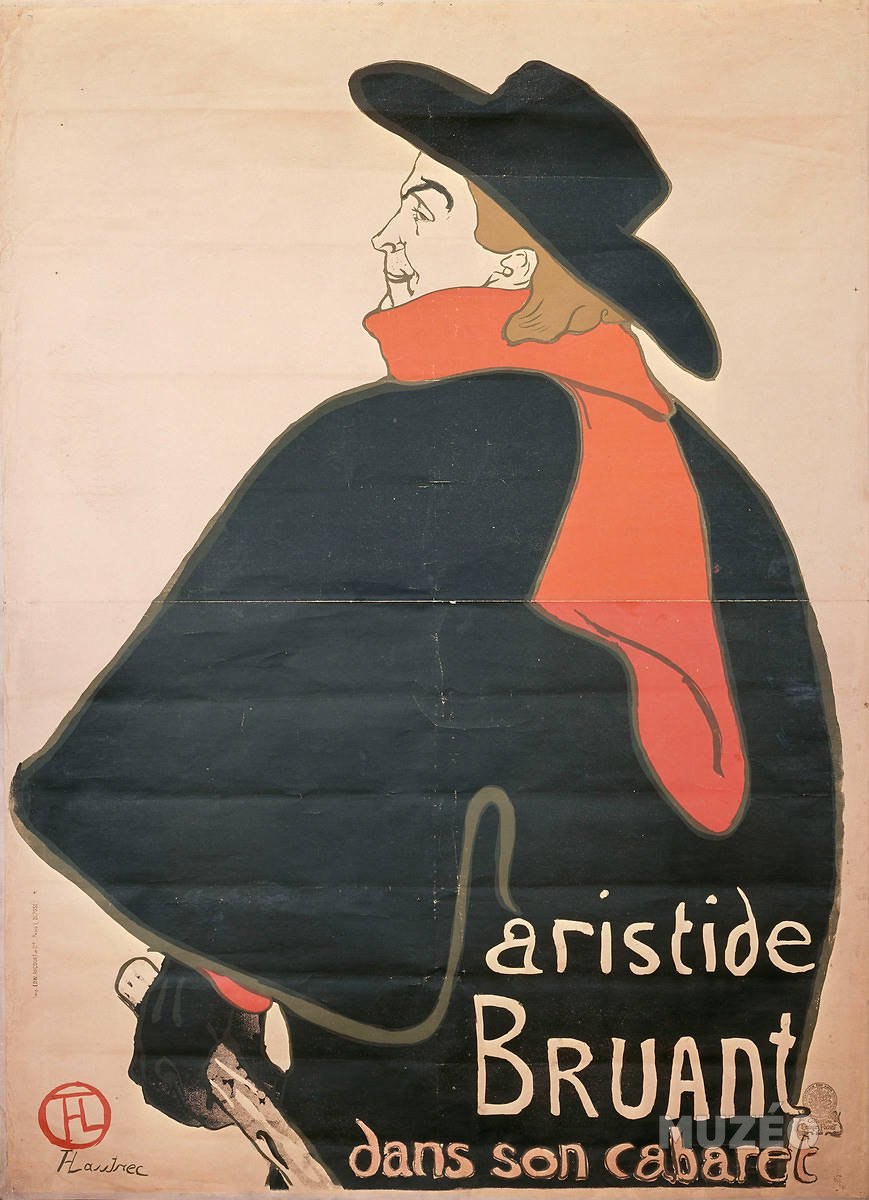
Aristide Bruant em seu cabaré, 1892, impressão litográfica
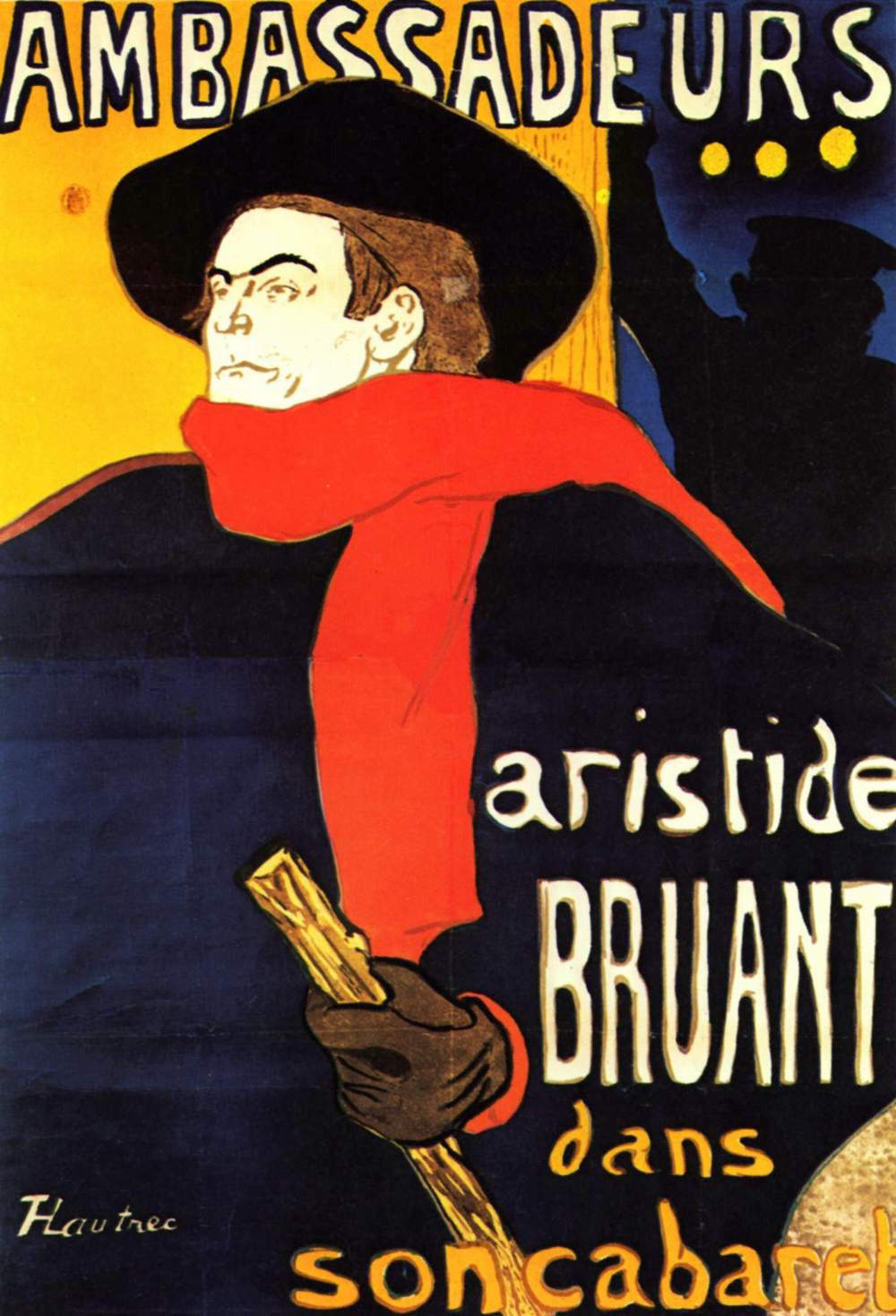
Ambassadeurs – Aristide Bruant, 1892, impressão litográfica
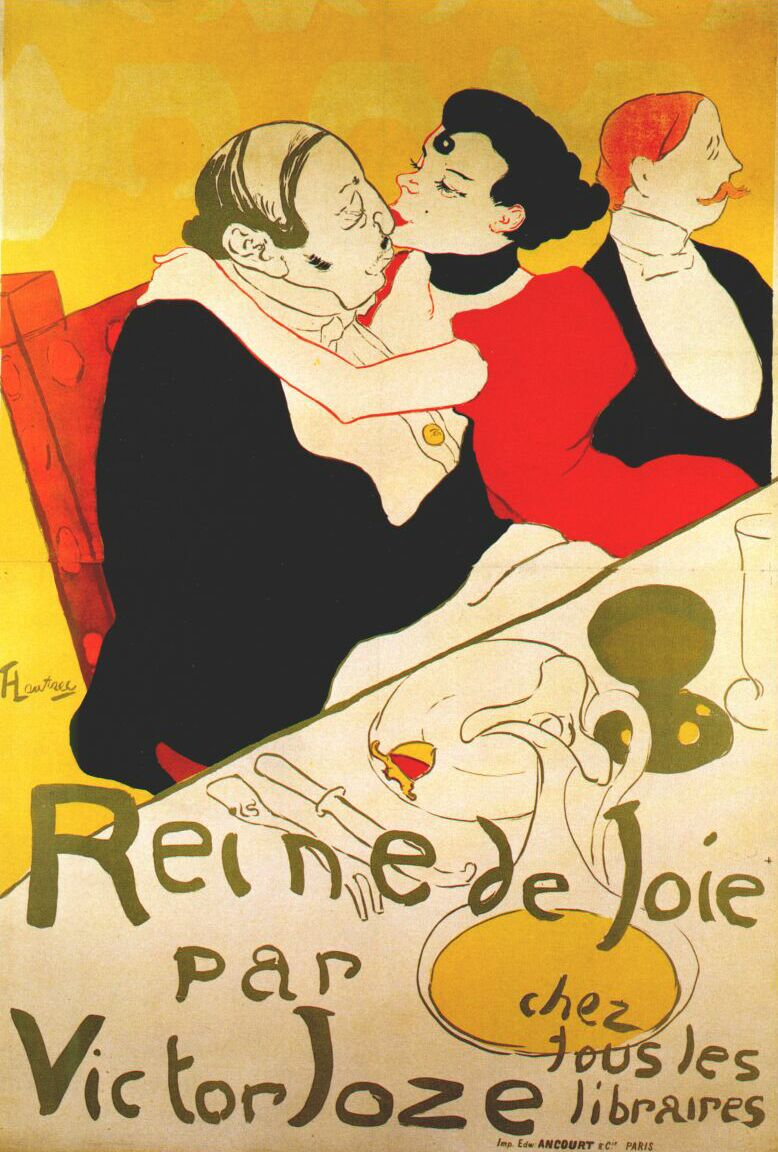
Reine de Joie, 1892, impressão cromolitográfica
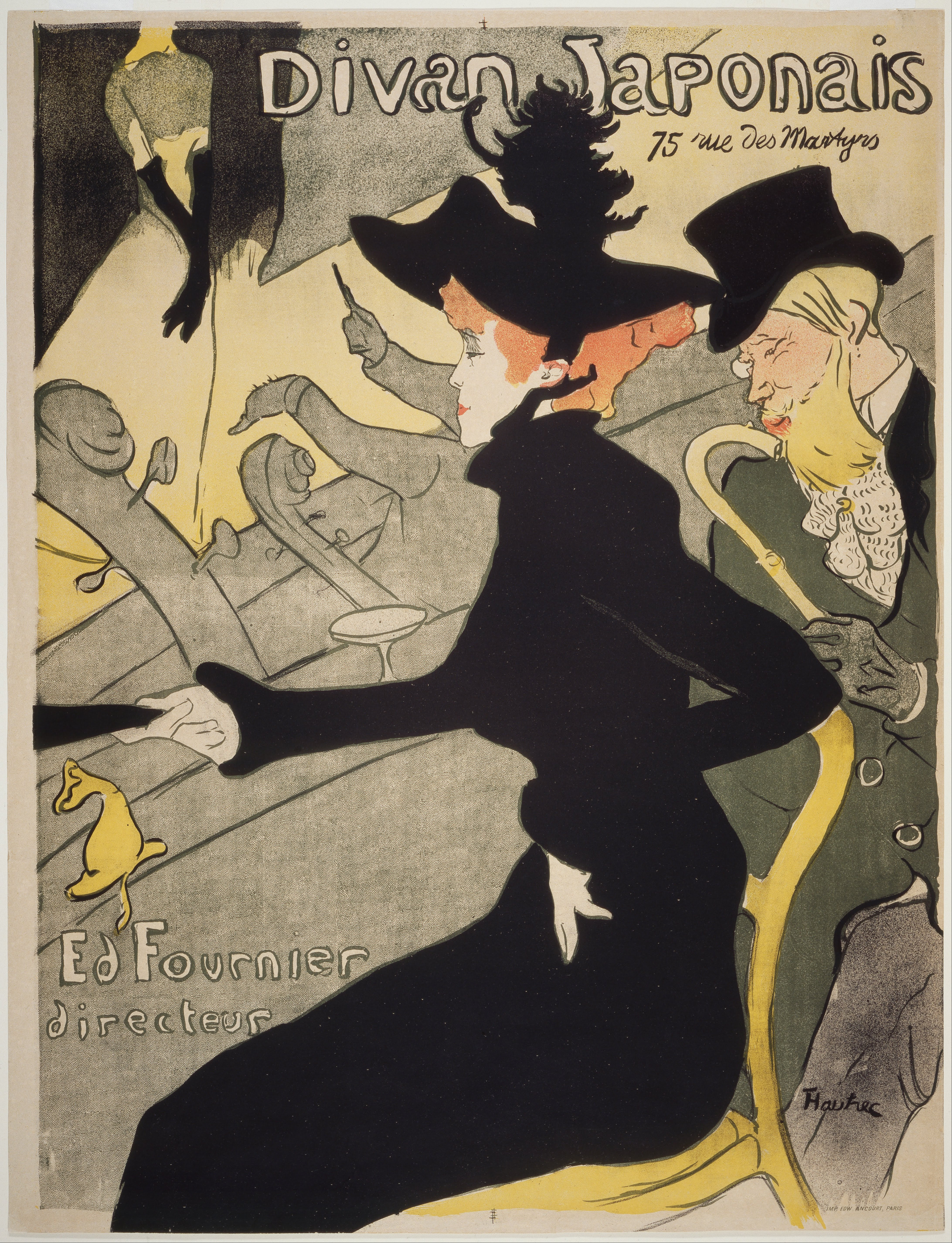
Divan Japonais, 1892–93, giz de cera, pincel, respingos e litografia de serigrafia transferida, impresso em 4 camadas de cores
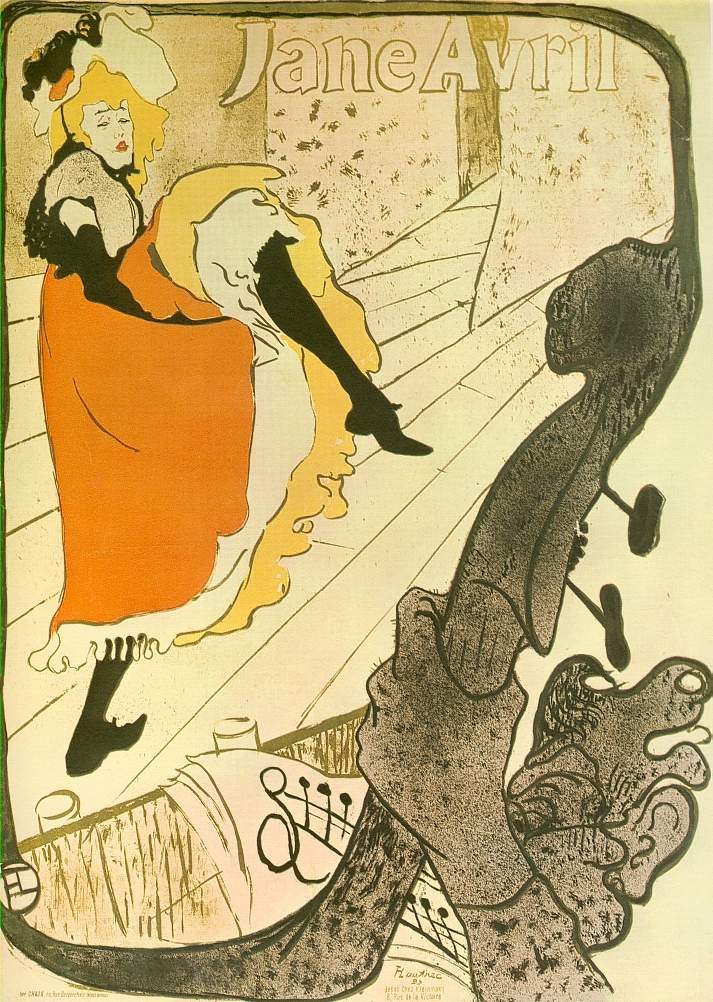
Avril (Jane Avril), 1893, litografia impressa em cinco cores
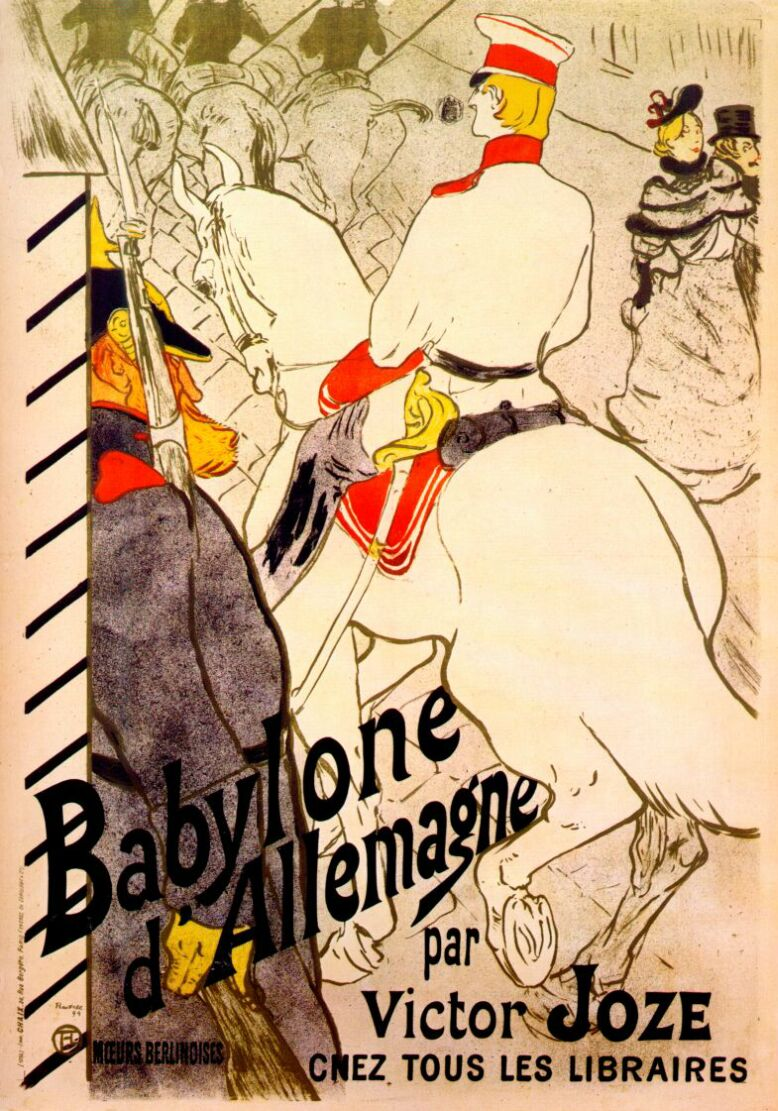
A Babilônia alemã, 1894, litografia publicada por Victor Joze

### Outras obras

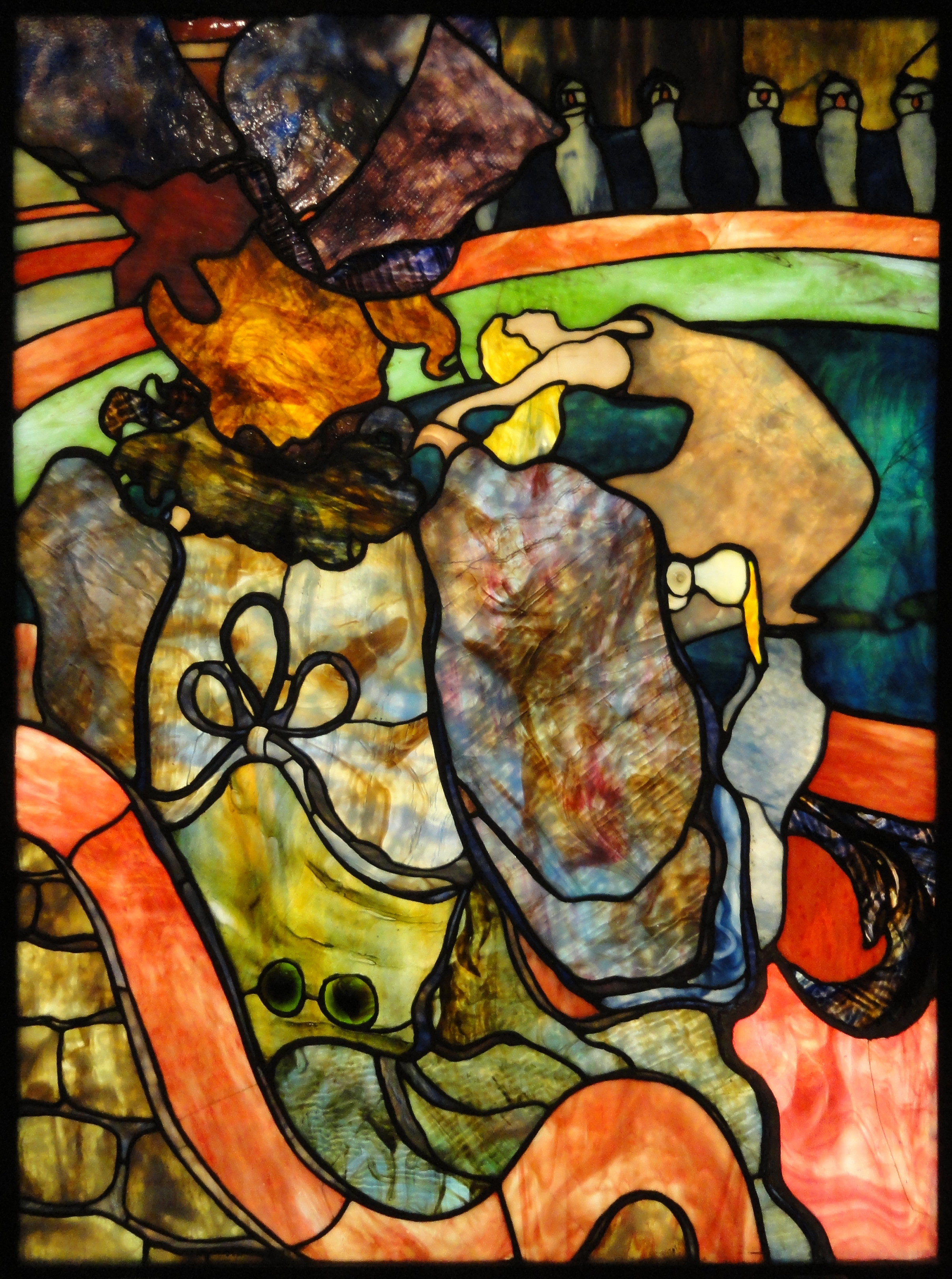
Com Louis Comfort Tiffany, Au Nouveau Cirque, Papa Chrysanthème , c.1894, vitral, 120 x 85 cm, Musée d'Orsay, Paris
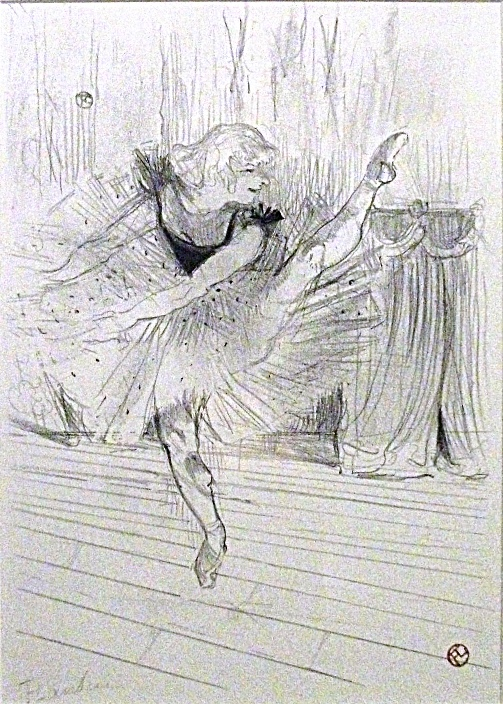
Miss Ida Heath, 1894, litografia com lápis e pincel com raspador
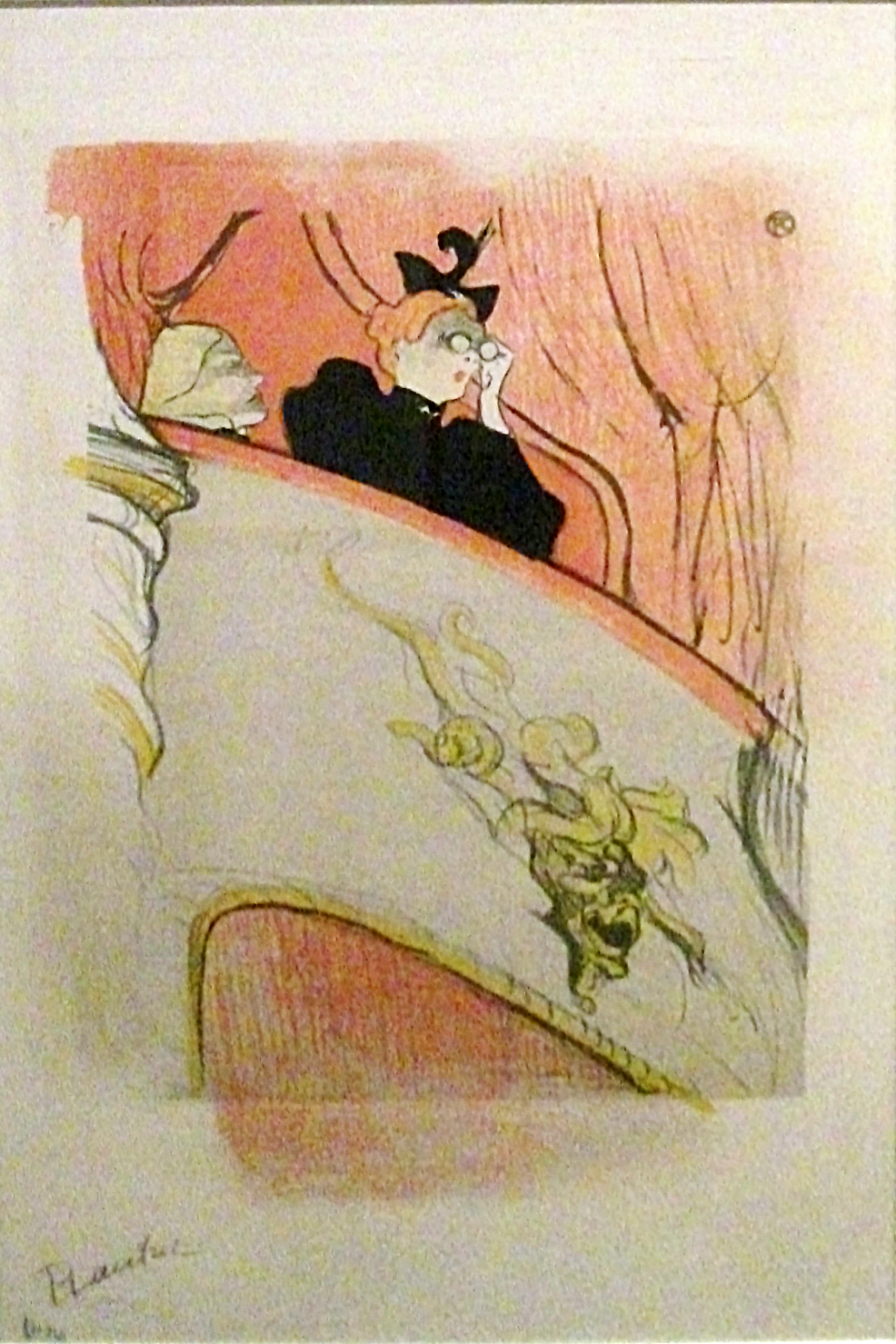
The Box with the Gilded Mask, 1894, lápis de cor, pincel e litografia salpicada com raspador
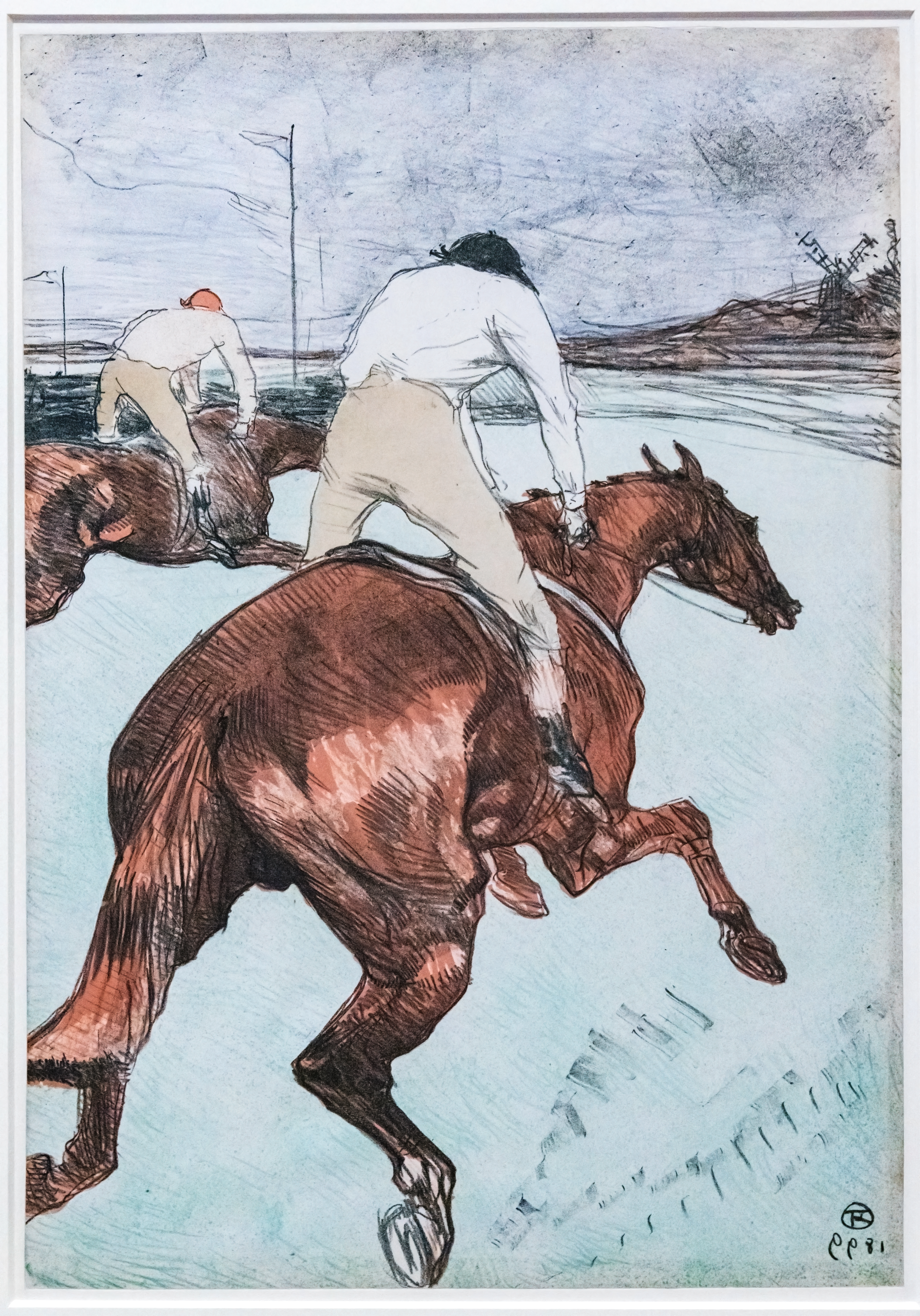
The Jockey, 1899, litografia, em cores, Musée Toulouse-Lautrec
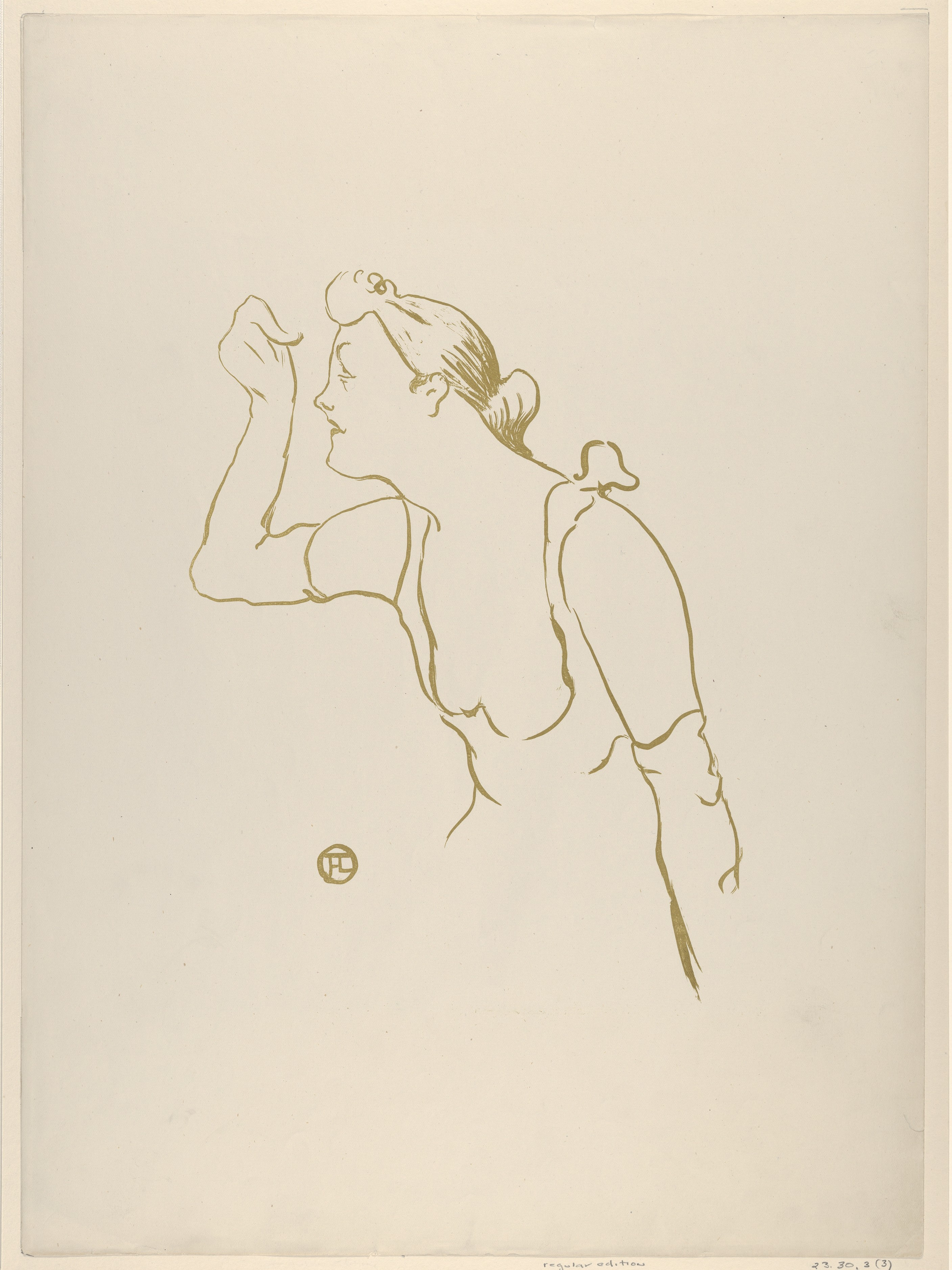
Paula Brébion (da série Le Café Concert) Litografia de pincel impressa em verde-oliva claro em papel trançado, 1893 Metropolitan Museum of Art

### Fotos de Toulouse-Lautrec

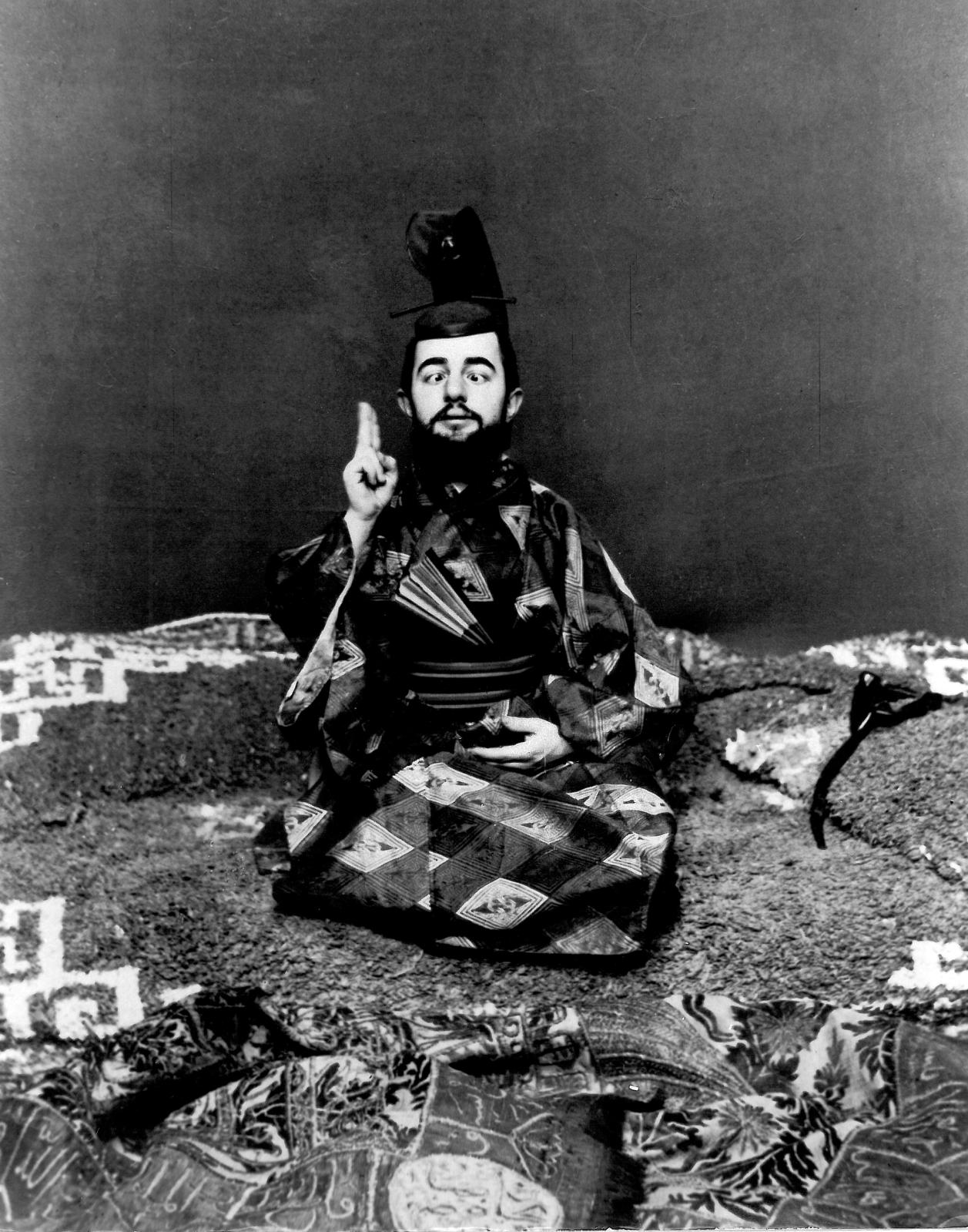
Foto de Maurice Guibert c.1887
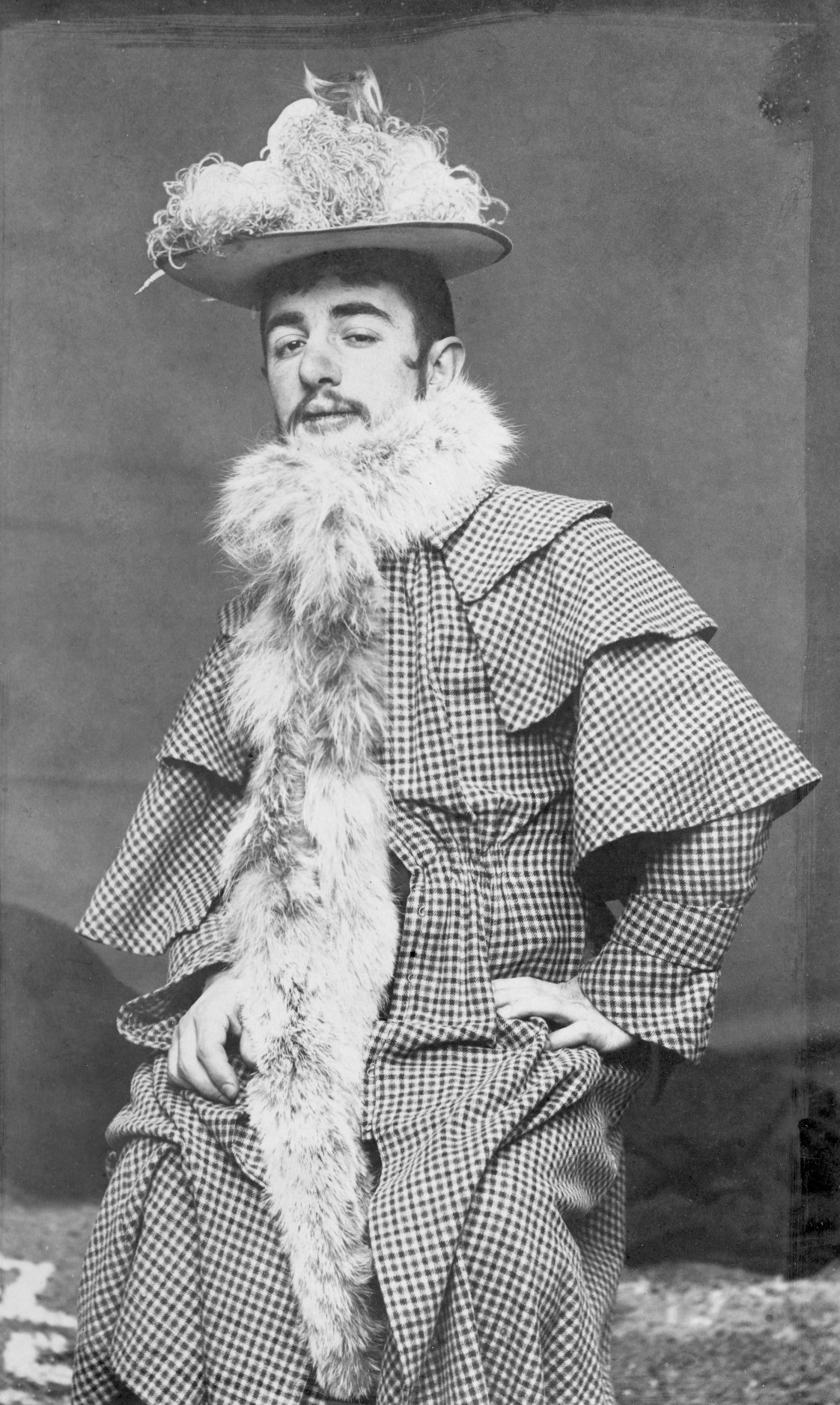
Foto de Maurice Guibert, 1892
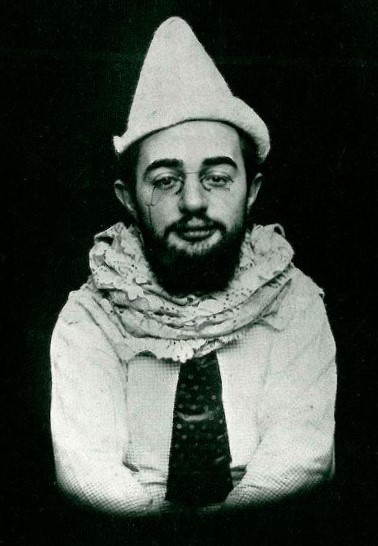
Foto de Maurice Guibert
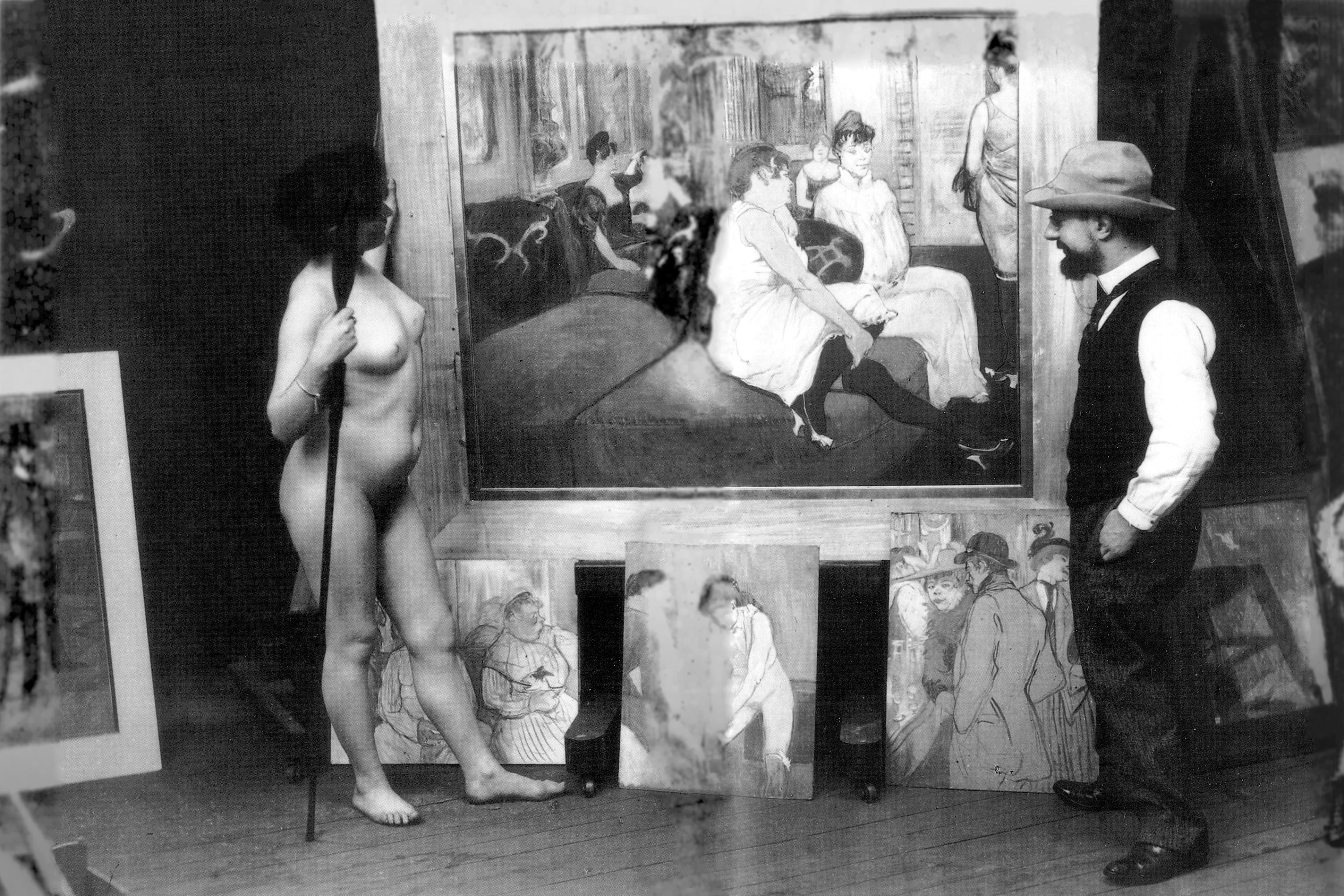
Com uma modelo nua em seu estúdio, por Maurice Guibert c.  1895

## Filmes
- Moulin Rouge, 1952, Direção de John Huston, com Jose Ferrer, biografia romanceada de Lautrec, vencedor de dois Oscars.[12][13]
- Moulin Rouge, a Vida de Toulouse-Lautrec, 1963, Direção de Geraldo Vietri, com Percy Aires (como Lautrec), Vida Alves, Rolando Boldrin (como Van Gogh), TV Tupi (Brasil), em português.[14]
- Lautrec, 1998, Direção de Roger Planchon, biografia de Toulouse-Lautrec. Título em português: A vida de Toulouse-Lautrec[15]
- Moulin Rouge!, 2001, Direção de Baz Luhrmann, com Nicole Kidman, Ewan McGregor, John Leguizamo (como Toulouse-Lautrec). Musical sobre um poeta Inglês que vai para Paris e envolve-se com a vida boêmia da cidade. Vencedor de dois Oscars.[16]